# SNH48
SNH48 (léase como "S.N.H. Forty-eight" todo en inglés) es una agrupación musical china, integrada por mujeres y producida por Yasushi Akimoto. 

## Historia
SNH48 se formó en la ciudad de Shanghái, China, en 2012. SNH48 es considerado el séptimo grupo hermano de AKB48 y además el tercer grupo hermano en el extranjero, después de JKT48 y TPE48. SNH48 sigue la misma línea de AKB48, aunque AKB48 tiene muchos seguidores en China. En junio de 2016, se anunció que SNH48 y sus grupos hermanos (BEJ48, GNZ48, SHY48 y CKG48) se volvieron totalmente independientes de AKB48.
Las 26 integrantes de la primera generación de SNH48 fueron anunciadas el 15 de octubre. Para luego sumarles dos integrantes en concurrencia temporal,  Sae Miyazawa y Mariya Suzuki, actualmente ninguna de las dos sigue activa con SNH48.

## Integrantes

### Primeras generaciones
| Simplificado (Jiǎntǐzì) | Tradicional (Fántǐzì) | Pinyin        | Fecha de nacimiento      | Generacón |
| ----------------------- | --------------------- | ------------- | ------------------------ | --------- |
| 吴哲晗                  | 吳哲晗                | Wu Zhehan     | 26 de agosto de 1995     | 1         |
| 顾香君                  | 顧香君                | Gu Xiangjun   | 23 de octubre de 1995}   | 1         |
| 孔肖吟                  | 孔肖吟                | Kong Xiaoyin  | 11 de abril de 1992      | 1         |
| 蒋羽熙                  | 蔣羽熙                | Jiang Yuxi    | 18 de febrero de 1999    | 1         |
| 许佳琪                  | 許佳琪                | Xu Jiaqi      | 27 de agosto de 1995     | 1         |
| 徐晨辰                  | 徐晨辰                | Xu Chenchen   | 22 de junio de 1990      | 1         |
| 戴萌                    | 戴萌                  | Dai Meng      | 8 de febrero de 1993     | 1         |
| 汤敏                    | 湯敏                  | Tang Min      | 3 de septiembre de 1996  | 1         |
| 邱欣怡                  | 邱欣怡                | Qiu Xinyi     | 11 de enero de 1997      | 1         |
| 陈观慧                  | 陳觀慧                | Chen Guanhui  | 28 de agosto de 1993     | 1         |
| 陈思                    | 陳思                  | Chen Si       | 14 de septiembre de 1991 | 1         |
| 钱蓓婷                  | 錢蓓婷                | Qian Beiting  | 7 de mayo de 1995        | 1         |
| 陈丽                    | 陳麗                  | Chen Li       | 22 de diciembre de 1995  | 1         |
| 赵嘉敏                  | 趙嘉敏                | Zhao Jiamin   | 22 de julio de 1998      | 1         |
| 张馨方                  | 張馨方                | Zhang Xinfang | 25 de octubre de 1988    | 1         |
| 张语格                  | 張語格                | Zhang Yuge    | 11 de mayo de 1996       | 1         |
| 曾誉嘉                  | 曾譽嘉                | Zeng Yujia    | 21 de marzo de 1994      | 1         |
| 丁紫妍                  | 丁紫妍                | Ding Ziyan    | 6 de octubre de 1995     | 1         |
| 董芷依                  | 董芷依                | Dong Zhiyi    | 20 de agosto de 1993     | 1         |
| 莫寒                    | 莫寒                  | Mo Han        | 7 de enero de 1992       | 1         |
| 俞慧文                  | 俞慧文                | Yu Huiwen     | 5 de julio de 1990       | 1         |
| 李宇琪                  | 李宇琪                | Li Yuqi       | 26 de febrero de 1993    | 1         |

### Equipos
Miembros que también forman parte del grupo 7Senses.
     Miembros que también forman parte del grupo HO2.
     Miembros que también forman parte del grupo BlueV.
     Miembros que también forman parte del grupo DeMoon.

#### Equipo SII
El equipo SII está asociado con el color azul. La actual capitana es Duan Yixuan.
| Nombre                                                               | Fecha de nacimiento (lugar de nacimiento)              | Rango de elección        | Rango de elección        | Rango de elección        | Rango de elección        | Rango de elección        | Rango de elección        | Rango de elección        |
| Nombre                                                               | Fecha de nacimiento (lugar de nacimiento)              | 1                        | 2                        | 3                        | 4                        | 5                        | 6                        | 7                        |
| -------------------------------------------------------------------- | ------------------------------------------------------ | ------------------------ | ------------------------ | ------------------------ | ------------------------ | ------------------------ | ------------------------ | ------------------------ |
| Bian Chuxian (en chino simplificado, 卞楚娴; pinyin, Biàn Chǔxián)   | 23 de marzo de 1998 (26 años) en Nanjing, Jiangsu      | &0000000000000999.000000 | &0000000000000999.000000 | &0000000000000999.000000 | &0000000000000999.000000 | &0000000000000999.000000 | &0000000000000999.000000 | &0000000000000999.000000 |
| Chen Yuzi (en chino simplificado, 陈雨孜; pinyin, Chén Yǔzī)         | 29 de junio de 1998 (26 años) en Shanghai              | &0000000000000999.000000 | &0000000000000999.000000 | &0000000000000999.000000 | &0000000000000999.000000 | &0000000000000999.000000 | &0000000000000999.000000 | N/A                      |
| Duan Yixuan (en chino simplificado, 段艺璇; pinyin, Duàn Yìxuán)     | 19 de agosto de 1995 (29 años) en Chenzhou, Hunan      | &0000000000000999.000000 | &0000000000000999.000000 | 43                       | 23                       | 15                       | 3                        | 6                        |
| Feng Yuting (en chino simplificado, 冯雨停; pinyin, Féng Yǔtíng)     | 17 de septiembre de 1996 (28 años) en Jiangsu          | &0000000000000999.000000 | &0000000000000999.000000 | &0000000000000999.000000 | &0000000000000999.000000 | &0000000000000999.000000 | &0000000000000999.000000 | &0000000000000999.000000 |
| Huang Enru (en chino simplificado, 黄恩茹; pinyin, Huáng Ēnrú)       | 5 de mayo de 1997 (27 años) en Wenzhou, Zhejiang       |                          |                          |                          | BEJ48 10                 | 38                       | 41                       | N/A                      |
| Jiang Yun (en chino simplificado, 蒋芸; pinyin, Jiǎng Yún)           | 27 de marzo de 1992 (32 años) en Changzhou, Jiangsu    | N/A                      | 21                       | N/A                      | 44                       | 62                       | N/A                      | 23                       |
| Liu Chenxue (en chino simplificado, 刘晨雪; pinyin, Liú Chénxuě)     | 19 de junio de 2000 (24 años) en Shanghai              | &0000000000000999.000000 | &0000000000000999.000000 | &0000000000000999.000000 | &0000000000000999.000000 | &0000000000000999.000000 | &0000000000000999.000000 | &0000000000000999.000000 |
| Li Hui (en chino simplificado, 李慧; pinyin, Lǐ Huì)                 | 8 de noviembre de 1996 (28 años) en Hebei              |                          |                          |                          | N/A                      | SHY48 6                  | N/A                      | 31                       |
| Liu Liqian (en chino simplificado, 刘丽千; pinyin, Liú Lìqiān)       | 13 de julio de 2000 (24 años) en Wuhan, Hubei          | &0000000000000999.000000 | &0000000000000999.000000 | &0000000000000999.000000 | &0000000000000999.000000 | &0000000000000999.000000 | &0000000000000999.000000 | N/A                      |
| Liu Qianqian (en chino simplificado, 刘倩倩; pinyin, Liú Qiànqiàn)   | 28 de noviembre de 1994 (30 años) en Fujian            | &0000000000000999.000000 | &0000000000000999.000000 | N/A                      | 66                       | 55                       | GNZ48 16                 | N/A                      |
| Lu Yehui (en chino simplificado, 陆叶卉; pinyin, Lù Yèhuì)           | 14 de julio de 1998 (26 años) en Sichuan               | &0000000000000999.000000 | &0000000000000999.000000 | &0000000000000999.000000 | &0000000000000999.000000 | &0000000000000999.000000 | &0000000000000999.000000 | &0000000000000999.000000 |
| Liu Zengyan (en chino simplificado, 刘增艳; pinyin, Liú Zēngyàn)     | 31 de agosto de 1996 (28 años) en Chengdu, Sichuan     | &0000000000000999.000000 | &0000000000000999.000000 | N/A                      | 63                       | 30                       | 30                       | 21                       |
| Ma Yuling (en chino simplificado, 马玉灵; pinyin, Mǎ Yùlíng)         | 6 de octubre de 1999 (25 años) en Jianyang, Sichuan    |                          |                          |                          | N/A                      | 35                       | N/A                      | BEJ48 11                 |
| Ning Ke (en chino simplificado, 宁轲; pinyin, Níng Kē)               | 2 de mayo de 2000 (24 años) en Sichuan                 |                          |                          |                          |                          |                          |                          | N/A                      |
| Peng Jiamin (en chino simplificado, 彭嘉敏; pinyin, Péng Jiāmǐn)     | 29 de septiembre de 1999 (25 años) en Guangzhou        |                          |                          |                          |                          |                          | N/A                      | N/A                      |
| Sun Rui (en chino simplificado, 孙芮; pinyin, Sūn Ruì)               | 29 de julio de 1995 (29 años) en Harbin, Heilongjiang  | N/A                      | N/A                      | N/A                      | 18                       | 17                       | 13                       | 1                        |
| Shen Xiao'ai (en chino simplificado, 沈小爱; pinyin, Shěn Xiǎoài)    | 7 de diciembre de 1995 (29 años) en Guangzhou          |                          |                          |                          | N/A                      | N/A                      | 39                       | BEJ48 9                  |
| Shao Xuecong (en chino simplificado, 邵雪聪; pinyin, Shào Xuěcōng)   | 28 de agosto de 1996 (28 años) en Shijiazhuang, Hebei  | &0000000000000999.000000 | 19                       | 44                       | N/A                      | N/A                      | N/A                      | &0000000000000999.000000 |
| Tian Shuli (en chino simplificado, 田姝丽; pinyin, Tián Shūlì)       | 9 de noviembre de 1996 (28 años) en Jiangsu            | &0000000000000999.000000 | &0000000000000999.000000 | &0000000000000999.000000 | N/A                      | N/A                      | BEJ48 12                 | 43                       |
| Wen Jingjie (en chino simplificado, 温晶婕; pinyin, Wēn Jīngjié)     | 15 de marzo de 1997 (28 años) en Sichuan               | N/A                      | N/A                      | N/A                      | N/A                      | N/A                      | N/A                      | N/A                      |
| Wang Qiuru (en chino simplificado, 王秋茹; pinyin, Wáng Qiūrú)       | 2 de octubre de 2003 (21 años) en Liaoning             | &0000000000000999.000000 | &0000000000000999.000000 | &0000000000000999.000000 | &0000000000000999.000000 | &0000000000000999.000000 | &0000000000000999.000000 | N/A                      |
| You Miao (en chino simplificado, 由淼; pinyin, Yóu Miǎo)             | 5 de agosto de 1998 (26 años) en Qingdao, Shandong     | &0000000000000999.000000 | &0000000000000999.000000 | &0000000000000999.000000 | &0000000000000999.000000 | &0000000000000999.000000 | &0000000000000999.000000 | 48                       |
| Yan Mingjun (en chino simplificado, 闫明筠; pinyin, Yán Míngyǔn)     | 11 de febrero de 1998 (27 años) en Henan               | &0000000000000999.000000 | N/A                      | N/A                      | N/A                      | 65                       | N/A                      | N/A                      |
| Yuan Yuzhen (en chino simplificado, 袁雨桢; pinyin, Yuán Yǔzhēn)     | 10 de enero de 1998 (27 años) en Changde, Hunan        | N/A                      | N/A                      | 29                       | 64                       | 63                       | N/A                      | N/A                      |
| Zhao Tianyang (en chino simplificado, 赵天杨; pinyin, Zhào Tiānyáng) | 25 de diciembre de 1995 (29 años) en Mongolia Interior | &0000000000000999.000000 | &0000000000000999.000000 | &0000000000000999.000000 | &0000000000000999.000000 | N/A                      | N/A                      | BEJ48 12                 |

#### Equipo NII
El equipo NII está asociado con el color púrpura. La actual capitana es Zhang Yuxin.
| Nombre                                                                 | Fecha de nacimiento (lugar de nacimiento)                     | Rango de elección        | Rango de elección        | Rango de elección        | Rango de elección        | Rango de elección        | Rango de elección        | Rango de elección        |
| Nombre                                                                 | Fecha de nacimiento (lugar de nacimiento)                     | 1                        | 2                        | 3                        | 4                        | 5                        | 6                        | 7                        |
| ---------------------------------------------------------------------- | ------------------------------------------------------------- | ------------------------ | ------------------------ | ------------------------ | ------------------------ | ------------------------ | ------------------------ | ------------------------ |
| Bai Xinyu (en chino simplificado, 柏欣妤; pinyin, Băi Xīnyú)           | 25 de enero de 1997 (28 años) en Jiangsu                      | &0000000000000999.000000 | &0000000000000999.000000 | &0000000000000999.000000 | &0000000000000999.000000 | CKG48 2                  | BEJ48 15                 | 41                       |
| Chen Qiannan (en chino simplificado, 陈倩楠; pinyin, Chén Qiànnán)     | 19 de marzo de 1998 (26 años) en Tianjin                      | &0000000000000999.000000 | &0000000000000999.000000 | N/A                      | BEJ48 15                 | 37                       | 48                       | 37                       |
| Hu Xiaohui (en chino simplificado, 胡晓慧; pinyin, Hú Xiǎohuì)         | 16 de septiembre de 1998 (26 años) en Henan                   | &0000000000000999.000000 | N/A                      | BEJ48 6                  | 34                       | 39                       | 28                       | BEJ48 14                 |
| Jing Yingyue (en chino simplificado, 金莹玥; pinyin, Jīn Yíngyuè)      | 27 de mayo de 1996 (28 años) en Jiangsu                       | &0000000000000999.000000 | &0000000000000999.000000 | &0000000000000999.000000 | N/A                      | N/A                      | N/A                      | 45                       |
| Liu Jie (en chino simplificado, 刘洁; pinyin, Liú Jié)                 | 1 de agosto de 2001 (23 años) en Jiangsu                      | &0000000000000999.000000 | &0000000000000999.000000 | &0000000000000999.000000 | &0000000000000999.000000 | &0000000000000999.000000 | N/A                      | N/A                      |
| Liu Shuxian (en chino simplificado, 刘姝贤; pinyin, Liú Shūxián)       | 16 de abril de 1994 (30 años) en Zaozhuang, Shandong          | &0000000000000999.000000 | &0000000000000999.000000 | N/A                      | 35                       | 59                       | 26                       | N/A                      |
| Lu Ting (en chino simplificado, 陆婷; pinyin, Lù Tíng)                 | 18 de diciembre de 1992 (32 años) en Shanghai                 | N/A                      | 10                       | 7                        | 5                        | 4                        | N/A                      | 2                        |
| Lu Tianhui (en chino simplificado, 卢天惠; pinyin, Lú Tiānhuì)         | 8 de diciembre de 2000 (24 años) en Shenyang, Liaoning        | &0000000000000999.000000 | &0000000000000999.000000 | &0000000000000999.000000 | N/A                      | SHY48 7                  | N/A                      | 44                       |
| Liu Xian (en chino simplificado, 刘闲; pinyin, Liú Xián)               | 27 de septiembre de 1997 (27 años) en Hubei                   | &0000000000000999.000000 | &0000000000000999.000000 | &0000000000000999.000000 | N/A                      | N/A                      | N/A                      | N/A                      |
| Qing Yuwen (en chino simplificado, 青钰雯; pinyin, Qīng Yùwén)         | 18 de enero de 1997 (28 años) en Nanchuan, Sichuan            | &0000000000000999.000000 | &0000000000000999.000000 | BEJ48 4                  | BEJ48 16                 | 47                       | 44                       | 22                       |
| Su Shanshan (en chino simplificado, 苏杉杉; pinyin, Sū Shānshān)       | 23 de marzo de 1997 (27 años) en Suizhou, Hubei               | &0000000000000999.000000 | &0000000000000999.000000 | BEJ48 7                  | 21                       | 14                       | 14                       | 7                        |
| Yan Qin (en chino simplificado, 颜沁; pinyin, Yán Qìn)                 | 23 de noviembre de 2000 (24 años) en Changsha, Hunan          | &0000000000000999.000000 | &0000000000000999.000000 | &0000000000000999.000000 | &0000000000000999.000000 | &0000000000000999.000000 | N/A                      | N/A                      |
| Yang Yuxin (en chino simplificado, 杨宇馨; pinyin, Yáng Yǔxīn)         | 7 de noviembre de 2000 (24 años) en Henan                     | &0000000000000999.000000 | &0000000000000999.000000 | &0000000000000999.000000 | &0000000000000999.000000 | N/A                      | N/A                      | N/A                      |
| Zhang Huaijin (en chino simplificado, 张怀瑾; pinyin, Zhāng Huáijǐn)   | 11 de mayo de 1997 (27 años) en Shenyang, Liaoning            | &0000000000000999.000000 | &0000000000000999.000000 | &0000000000000999.000000 | N/A                      | BEJ48 4                  | 25                       | BEJ48 10                 |
| Zhao Jiarui (en chino simplificado, 赵佳蕊; pinyin, Zhào Jiāruì)       | 19 de noviembre de 2000 (24 años) en Mudanjiang, Heilongjiang | &0000000000000999.000000 | &0000000000000999.000000 | &0000000000000999.000000 | SHY48 3                  | 46                       | N/A                      | N/A                      |
| Zhang Ruijie (en chino simplificado, 张睿婕; pinyin, Zhāng Ruìjié)     | 7 de mayo de 1998 (26 años) en Shaanxi                        | &0000000000000999.000000 | &0000000000000999.000000 | &0000000000000999.000000 | &0000000000000999.000000 | &0000000000000999.000000 | &0000000000000999.000000 | N/A                      |
| Zhang Xi (en chino simplificado, 张茜; pinyin, Zhāng Xī)               | 27 de agosto de 1994 (30 años) en Gansu                       | &0000000000000999.000000 | &0000000000000999.000000 | &0000000000000999.000000 | &0000000000000999.000000 | N/A                      | N/A                      | N/A                      |
| Zhou Shiyu (en chino simplificado, 周诗雨; pinyin, Zhōu Shīyǔ)         | 11 de abril de 1998 (26 años) en Jiangsu                      | &0000000000000999.000000 | &0000000000000999.000000 | &0000000000000999.000000 | &0000000000000999.000000 | N/A                      | 27                       | 40                       |
| Zhang Xiaoying (en chino simplificado, 张笑盈; pinyin, Zhāng Xiàoyíng) | 21 de agosto de 1995 (29 años) en Dazhou, Sichuan             |                          |                          | N/A                      | N/A                      | N/A                      | N/A                      | BEJ48 16                 |
| Zhao Yue (en chino simplificado, 赵粤; pinyin, Zhào Yuè)               | 29 de abril de 1995 (29 años) en Wuhan, Hubei                 | N/A                      | 11                       | 9                        | 7                        | 6                        | N/A                      | &0000000000000999.000000 |
| Zhang Yi (en chino simplificado, 张怡; pinyin, Zhāng Yí)               | 22 de junio de 1994 (30 años) en Hefei, Anhui                 | &0000000000000999.000000 | &0000000000000999.000000 | 33                       | 31                       | 31                       | N/A                      | 47                       |
| Zhang Yuxin (en chino simplificado, 张雨鑫; pinyin, Zhāng Yǔxīn)       | 1 de marzo de 1994 (31 años) en Changsha, Hunan               | &0000000000000999.000000 | N/A                      | N/A                      | 20                       | 27                       | 32                       | 32                       |

#### Equipo HII
El equipo HII está asociado con el color naranja. La actual capitana es Shen Mengyao.
| Nombre                                                                   | Fecha de nacimiento (lugar de nacimiento)               | Rango de elección        | Rango de elección        | Rango de elección        | Rango de elección        | Rango de elección        | Rango de elección        | Rango de elección |
| Nombre                                                                   | Fecha de nacimiento (lugar de nacimiento)               | 1                        | 2                        | 3                        | 4                        | 5                        | 6                        | 7                 |
| ------------------------------------------------------------------------ | ------------------------------------------------------- | ------------------------ | ------------------------ | ------------------------ | ------------------------ | ------------------------ | ------------------------ | ----------------- |
| Cheng Ge (en chino simplificado, 程戈; pinyin, Chéng Gē)                 | 27 de octubre de 1997 (27 años) en Heilongjiang         |                          |                          |                          |                          | N/A                      | N/A                      | N/A               |
| Fei Qinyuan (en chino simplificado, 费沁源; pinyin, Fèi Qìnyuán)         | 20 de marzo de 2001 (23 años) en Shanghai               | &0000000000000999.000000 | &0000000000000999.000000 | 22                       | 40                       | 32                       | 15                       | 14                |
| Feng Sijia (en chino simplificado, 冯思佳; pinyin, Féng Sījiā)           | 3 de enero de 1999 (26 años) en Zhejiang                | &0000000000000999.000000 | &0000000000000999.000000 | N/A                      | N/A                      | 29                       | N/A                      | N/A               |
| Guo Shuang (en chino simplificado, 郭爽; pinyin, Guō Shuǎng)             | 19 de junio de 2000 (24 años) en Sichuan                | &0000000000000999.000000 | &0000000000000999.000000 | &0000000000000999.000000 | &0000000000000999.000000 | &0000000000000999.000000 | N/A                      | N/A               |
| Hao Jingyi (en chino simplificado, 郝婧怡; pinyin, Hǎo Jìngyí)           | 23 de febrero de 1999 (26 años) en Xi'an, Shaanxi       | &0000000000000999.000000 | &0000000000000999.000000 | &0000000000000999.000000 | &0000000000000999.000000 | N/A                      | N/A                      | N/A               |
| Jiang Shan (en chino simplificado, 姜杉; pinyin, Jiāng Shān)             | 6 de octubre de 1995 (29 años) en Zhengzhou, Henan      | &0000000000000999.000000 | &0000000000000999.000000 | 32                       | 19                       | 28                       | 31                       | N/A               |
| Jiang Shuting (en chino simplificado, 蒋舒婷; pinyin, Jiǎng Shūtíng)     | 18 de junio de 2002 (22 años) en Zhejiang               | &0000000000000999.000000 | &0000000000000999.000000 | N/A                      | N/A                      | N/A                      | N/A                      | N/A               |
| Li Jia'en (en chino simplificado, 李佳恩; pinyin, Lǐ Jiā'ēn)             | 7 de junio de 2000 (24 años) en Xi'an, Shaanxi          | &0000000000000999.000000 | &0000000000000999.000000 | N/A                      | N/A                      | N/A                      | &0000000000000999.000000 | 20                |
| Lin Nan (en chino simplificado, 林楠; pinyin, Lín Nán)                   | 23 de junio en Shantou, Guangdong                       | &0000000000000999.000000 | N/A                      | N/A                      | N/A                      | N/A                      | N/A                      | N/A               |
| Lin Shuqing (en chino simplificado, 林舒晴; pinyin, Lín Shūqíng)         | 28 de mayo de 2000 (24 años) en Fuzhou, Fujian          | &0000000000000999.000000 | &0000000000000999.000000 | &0000000000000999.000000 | &0000000000000999.000000 | CKG48 6                  | N/A                      | N/A               |
| Lin Siyi (en chino simplificado, 林思意; pinyin, Lín Sīyì)               | 5 de abril de 1994 (30 años) en Wenzhou, Zhejiang       | N/A                      | 17                       | 13                       | 14                       | 10                       | N/A                      | 5                 |
| Shen Mengyao (en chino simplificado, 沈梦瑶; pinyin, Shěn Mèngyáo)       | 14 de agosto de 1998 (26 años) en Shanghai              | &0000000000000999.000000 | &0000000000000999.000000 | N/A                      | 65                       | 49                       | 16                       | 4                 |
| Sun Yushan (en chino simplificado, 孙语姗; pinyin, Sūn Yǔshān)           | 13 de septiembre de 2000 (24 años) en Zibo, Shandong    | &0000000000000999.000000 | &0000000000000999.000000 | &0000000000000999.000000 | N/A                      | N/A                      | N/A                      | N/A               |
| Sun Zhenni (en chino simplificado, 孙珍妮; pinyin, Sūn Zhēnnī)           | 5 de mayo de 2000 (24 años) en Shanghai                 | &0000000000000999.000000 | &0000000000000999.000000 | 21                       | 22                       | 56                       | N/A                      | 30                |
| Wan Lina (en chino simplificado, 万丽娜; pinyin, Wàn Lìnà)               | 2 de octubre de 1997 (27 años) en Jiujiang, Jiangxi     | N/A                      | 6                        | 14                       | 17                       | 26                       | N/A                      | N/A               |
| Wang Yi (en chino simplificado, 王奕; pinyin, Wáng Yì)                   | 6 de junio de 2001 (23 años) en Suzhou, Jiangsu         | &0000000000000999.000000 | &0000000000000999.000000 | &0000000000000999.000000 | &0000000000000999.000000 | N/A                      | N/A                      | N/A               |
| Xu-Yang Yuzhuo (en chino simplificado, 许杨玉琢; pinyin, Xǔ-Yáng Yùzhuó) | 25 de septiembre de 1995 (29 años) en Yueyang, Hunan    | &0000000000000999.000000 | N/A                      | 19                       | 27                       | 52                       | 22                       | 10                |
| Yuan Yiqi (en chino simplificado, 袁一琦; pinyin, Yuán Yīqí)             | 19 de marzo de 2000 (24 años) en Deyang, Sichuan        | &0000000000000999.000000 | &0000000000000999.000000 | &0000000000000999.000000 | 56                       | N/A                      | 21                       | 12                |
| Zhang Xin (en chino simplificado, 张昕; pinyin, Zhāng Xīn)               | 19 de octubre de 1995 (29 años) en Guangzhou, Guangdong | &0000000000000999.000000 | N/A                      | N/A                      | N/A                      | N/A                      | 20                       | 11                |

#### Equipo X
El equipo X está asociado con el color verde claro. La actual capitana es Yang Bingyi.
| Nombre                                                                      | Fecha de nacimiento (lugar de nacimiento)                   | Rango de elección        | Rango de elección        | Rango de elección        | Rango de elección        | Rango de elección        | Rango de elección        | Rango de elección        |
| Nombre                                                                      | Fecha de nacimiento (lugar de nacimiento)                   | 1                        | 2                        | 3                        | 4                        | 5                        | 6                        | 7                        |
| --------------------------------------------------------------------------- | ----------------------------------------------------------- | ------------------------ | ------------------------ | ------------------------ | ------------------------ | ------------------------ | ------------------------ | ------------------------ |
| Chen Lin (en chino simplificado, 陈琳; pinyin, Chén Lín)                    | 23 de julio de 1998 (26 años) en Shanghai                   | &0000000000000999.000000 | N/A                      | N/A                      | 54                       | N/A                      | N/A                      | 46                       |
| Deng Xinyue (en chino simplificado, 邓歆玥; pinyin, Dėng Xīnyuè)            | 20 de abril de 2005 (19 años) en Chengdu, Sichuan           | &0000000000000999.000000 | &0000000000000999.000000 | &0000000000000999.000000 | &0000000000000999.000000 | &0000000000000999.000000 | &0000000000000999.000000 | &0000000000000999.000000 |
| He-Yang Qingqing (en chino simplificado, 何阳青青; pinyin, Héyáng Qīngqīng) | 21 de julio de 1997 (27 años) en Hubei                      | &0000000000000999.000000 | &0000000000000999.000000 | &0000000000000999.000000 | &0000000000000999.000000 | N/A                      | N/A                      | BEJ48 15                 |
| Liu Shengnan (en chino simplificado, 刘胜男; pinyin, Líu Shèngnán)          | 9 de septiembre de 1997 (27 años) en Hubei                  | &0000000000000999.000000 | &0000000000000999.000000 | N/A                      | BEJ48 7                  | N/A                      | 35                       | 33                       |
| Li Xingyu (en chino simplificado, 李星羽; pinyin, Lǐ Xīngyǔ)                | 6 de febrero de 2000 (25 años) en Shanghai                  | &0000000000000999.000000 | &0000000000000999.000000 | &0000000000000999.000000 | &0000000000000999.000000 | N/A                      | 42                       | N/A                      |
| Li Xingyan (en chino simplificado, 李星彦; pinyin, Lǐ Xīngyàn)              | 29 de marzo de 2000 (24 años) en Shanghai                   | &0000000000000999.000000 | &0000000000000999.000000 | &0000000000000999.000000 | &0000000000000999.000000 | &0000000000000999.000000 | &0000000000000999.000000 | &0000000000000999.000000 |
| Lü Yi (en chino simplificado, 吕一; pinyin, Lǚ Yī)                          | 27 de junio de 1997 (27 años) en Chongqing                  | &0000000000000999.000000 | &0000000000000999.000000 | &0000000000000999.000000 | 36                       | N/A                      | N/A                      | N/A                      |
| Li Zhao (en chino simplificado, 李钊; pinyin, Lǐ Zhāo)                      | 23 de mayo de 1997 (27 años) en Zhangjiajie, Hunan          | &0000000000000999.000000 | N/A                      | N/A                      | 38                       | 41                       | N/A                      | N/A                      |
| Pan Luyao (en chino simplificado, 潘璐瑶; pinyin, Pàn Lùyáo)                | 10 de julio de 1999 (25 años) en Shanghai                   | &0000000000000999.000000 | &0000000000000999.000000 | &0000000000000999.000000 | &0000000000000999.000000 | &0000000000000999.000000 | &0000000000000999.000000 | N/A                      |
| Qu Chenyu (en chino simplificado, 曲晨语; pinyin, Qū Chényǔ)                | 19 de noviembre de 2006 (18 años) en Shanghai               | &0000000000000999.000000 | &0000000000000999.000000 | &0000000000000999.000000 | &0000000000000999.000000 | &0000000000000999.000000 | &0000000000000999.000000 | &0000000000000999.000000 |
| Qi Jing (en chino simplificado, 祁静; pinyin, Qí Jìng)                      | 19 de julio de 1998 (26 años) en Shanghai                   | &0000000000000999.000000 | &0000000000000999.000000 | &0000000000000999.000000 | N/A                      | 64                       | N/A                      | N/A                      |
| Ran Wei (en chino simplificado, 冉蔚; pinyin, Rǎn Wèi)                      | 21 de mayo de 1999 (25 años) en Chengdu, Sichuan            | &0000000000000999.000000 | &0000000000000999.000000 | &0000000000000999.000000 | &0000000000000999.000000 | CKG48 1                  | N/A                      | 38                       |
| Song Xinran (en chino simplificado, 宋昕冉; pinyin, Sòng Xīnrǎn)            | 8 de julio de 1997 (27 años) en Jinan, Shandong             | &0000000000000999.000000 | 23                       | 18                       | 29                       | 19                       | 8                        | 3                        |
| Wang Feiyan (en chino simplificado, 王菲妍; pinyin, Wáng Fēiyán)            | 27 de enero de 2000 (25 años) en Dandong, Liaoning          | &0000000000000999.000000 | &0000000000000999.000000 | &0000000000000999.000000 | N/A                      | SHY48 16                 | N/A                      | N/A                      |
| Wang Ruiqi (en chino simplificado, 王睿琦; pinyin, Wáng Ruìqí)              | 15 de diciembre de 1999 (25 años) en Hohhot, Inner Mongolia | &0000000000000999.000000 | &0000000000000999.000000 | &0000000000000999.000000 | N/A                      | &0000000000000999.000000 | N/A                      | 26                       |
| Wang Xiaojia (en chino simplificado, 王晓佳; pinyin, Wáng Xiǎojiā)          | 31 de mayo de 1993 (31 años) en Changsha, Hunan             | &0000000000000999.000000 | &0000000000000999.000000 | 45                       | 43                       | N/A                      | 29                       | 13                       |
| Xie Tianyi (en chino simplificado, 谢天依; pinyin, Xiè Tiānyī)              | 24 de junio de 1998 (26 años) en Beijing                    | &0000000000000999.000000 | N/A                      | N/A                      | N/A                      | N/A                      | N/A                      | N/A                      |
| Yang Bingyi (en chino simplificado, 杨冰怡; pinyin, Yáng Bīngyí)            | 26 de julio de 2000 (24 años) en Haikou, Hainan             | &0000000000000999.000000 | N/A                      | 39                       | 25                       | 23                       | 33                       | 9                        |
| Yan Na (en chino simplificado, 闫娜; pinyin, Yán Nà)                        | 27 de 97 de 2007 (18 años) en Shanxi                        | &0000000000000999.000000 | &0000000000000999.000000 | &0000000000000999.000000 | &0000000000000999.000000 | &0000000000000999.000000 | &0000000000000999.000000 | &0000000000000999.000000 |
| Yang Ye en chino simplificado, 杨晔; pinyin, Yáng Yè)                       | 23 de marzo de 1997 (27 años) en Hohhot, Inner Mongolia     | &0000000000000999.000000 | &0000000000000999.000000 | &0000000000000999.000000 | BEJ48 13                 | N/A                      | BEJ48 16                 | 34                       |

### Miembros no asignados a ningún equipo
| Nombre                                                           | Fecha (lugar de nacimiento)                    | Rango de elección        | Rango de elección        | Rango de elección        | Rango de elección        | Rango de elección | Rango de elección | Rango de elección |
| Nombre                                                           | Fecha (lugar de nacimiento)                    | 1                        | 2                        | 3                        | 4                        | 5                 | 6                 | 7                 |
| ---------------------------------------------------------------- | ---------------------------------------------- | ------------------------ | ------------------------ | ------------------------ | ------------------------ | ----------------- | ----------------- | ----------------- |
| Hong Peiyun (en chino simplificado, 洪珮雲; pinyin, Hóng Pèiyún) | 7 de enero de 2001 (24 años) en Shanghai       | &0000000000000999.000000 | &0000000000000999.000000 | 31                       | 49                       | 44                | N/A               | N/A               |
| Li Yuqian (en chino simplificado, 李玉倩; pinyin, Lǐ Yùqiàn)     | 28 de mayo de 1997 (27 años) en Anqing, Anhui  | &0000000000000999.000000 | &0000000000000999.000000 | &0000000000000999.000000 | &0000000000000999.000000 | N/A               | N/A               | N/A               |
| Pan Yingqi (en chino simplificado, 潘瑛琪; pinyin, Pān Yīngqí)   | 27 de septiembre de 1998 (26 años) en Shanghai | &0000000000000999.000000 | &0000000000000999.000000 | N/A                      | N/A                      | N/A               | N/A               | N/A               |
| Sun Xinwen (en chino simplificado, 孙歆文; pinyin, Sūn Xīnwén)   | 4 de noviembre de 1994 (30 años) en Shanghai   | &0000000000000999.000000 | N/A                      | N/A                      | N/A                      | N/A               | N/A               | N/A               |

### Aprendices en el extranjero
Los miembros entre los 16 y 18 años son elegidos para entrenar profesionalmente en el centro de formación de ídolos en el extranjero de SNH48 Group.
| Nombre                                                     | Fecha (lugar de nacimiento)                               | Rango de elección        | Rango de elección        | Rango de elección        | Rango de elección | Rango de elección | Rango de elección        | Rango de elección        |
| Nombre                                                     | Fecha (lugar de nacimiento)                               | 1                        | 2                        | 3                        | 4                 | 5                 | 6                        | 7                        |
| ---------------------------------------------------------- | --------------------------------------------------------- | ------------------------ | ------------------------ | ------------------------ | ----------------- | ----------------- | ------------------------ | ------------------------ |
| Gao Chong (en chino simplificado, 高崇; pinyin, Gāo Chóng) | 16 de noviembre de 2002 (22 años) en Harbin, Heilongjiang | &0000000000000999.000000 | &0000000000000999.000000 | &0000000000000999.000000 | N/A               | N/A               | &0000000000000999.000000 | &0000000000000999.000000 |

### Miembros suplentes
| Nombre                                                             | Fecha de nacimiento (lugar de nacimiento)           | Rango de elección        | Rango de elección        | Rango de elección        | Rango de elección        | Rango de elección        | Rango de elección        | Rango de elección        | Notas |
| Nombre                                                             | Fecha de nacimiento (lugar de nacimiento)           | 1                        | 2                        | 3                        | 4                        | 5                        | 6                        | 7                        | Notas |
| ------------------------------------------------------------------ | --------------------------------------------------- | ------------------------ | ------------------------ | ------------------------ | ------------------------ | ------------------------ | ------------------------ | ------------------------ | --- |
| Gao Xueyi (en chino simplificado, 高雪逸; pinyin, Gāo Xuěyì)       | 27 de octubre de 2000 (24 años) en Chongqing        | &0000000000000999.000000 | &0000000000000999.000000 | &0000000000000999.000000 | N/A                      | N/A                      | &0000000000000999.000000 | N/A                      | Fue anunciada su integración el 6 de octubre de 2020. Es miembro de Idols Ft, sustitución del Equipo HII. |
| Nong Yanping (en chino simplificado, 农燕萍; pinyin, Nóng Yànpíng) | 30 de julio de 1994 (30 años) en Nanning, Guangxi   | &0000000000000999.000000 | &0000000000000999.000000 | &0000000000000999.000000 | N/A                      | N/A                      | N/A                      | N/A                      | Fue anunciada su integración el 11 de octubre de 2020. Es miembro de GNZ48, sustitución del Equipo HII.   |
| Zhou Qianyub (en chino simplificado, 周倩玉; pinyin, Zhōu Qiànyù)  | 18 de abril de 2000 (24 años) en Neijiang, Sichuan) | &0000000000000999.000000 | &0000000000000999.000000 | N/A                      | &0000000000000999.000000 | &0000000000000999.000000 | &0000000000000999.000000 | &0000000000000999.000000 | Fue anunciada su integración el 11 de octubre de 2020. Es miembro de Idols Ft, sustitución del Equipo X.  |

### Miembros en Hiatus
Miembros que se encuentran en una separación temporal o el tiempo en el que se encuentran fuera de las actividades del grupo.
| Nombre                                                                 | Edad (Lugar de nacimiento)                    | Equipo             | Rango de elección        | Rango de elección        | Rango de elección        | Rango de elección        | Rango de elección        | Rango de elección        | Rango de elección        | Notas |
| Nombre                                                                 | Edad (Lugar de nacimiento)                    | Equipo             | 1                        | 2                        | 3                        | 4                        | 5                        | 6                        | 7                        | Notas |
| ---------------------------------------------------------------------- | --------------------------------------------- | ------------------ | ------------------------ | ------------------------ | ------------------------ | ------------------------ | ------------------------ | ------------------------ | ------------------------ | --- |
| Chen Junyu (en chino simplificado, 陈俊羽; pinyin, Chén Jùnyǔ)         | 16 de noviembre de 2002 (22 años) en Sichuan  | Team SII           | &0000000000000999.000000 | &0000000000000999.000000 | &0000000000000999.000000 | &0000000000000999.000000 | N/A                      | N/A                      | &0000000000000999.000000 | Alejada desde el 20 de mayo de 2020. Renunció extraoficialmente el 2 de abril de 2020. Realizó su última aparición fue el 7 de abril de 2020.                                         |
| Wang Beini (en chino simplificado, 王贝妮; pinyin, Wáng Bèinī)         | 1996 de enero del 16 en Anhui                 | Team SII           | &0000000000000999.000000 | &0000000000000999.000000 | &0000000000000999.000000 | &0000000000000999.000000 | &0000000000000999.000000 | &0000000000000999.000000 | &0000000000000999.000000 | Alejada desde el 13 de junio de 2020. Renunció extraoficialmente en junio de 2020. |
| Xu Zixuan (en chino simplificado, 徐子轩; pinyin, Xú Zǐxuān)           | 1998 de marzo del 30 en Shenyang, Liaoning    | Team SII           | N/A                      | N/A                      | 35                       | 42                       | 22                       | 36                       | &0000000000000999.000000 | Alejada desde el 27 de septiembre de 2019. Renunció extraoficialmente el 19 de agosto de 2019. Realizó su última aparición el 19 de octubre de 2019.                                  |
| Yuan Danni (en chino simplificado, 袁丹妮; pinyin, Yuán Dānnī)         | 1994 de agosto del 7 en Tianshui, Gansu       | Team SII           | &0000000000000999.000000 | N/A                      | N/A                      | N/A                      | N/A                      | N/A                      | &0000000000000999.000000 | Alejada desde el 10 de enero de 2020. Renunció extraoficialmente el 31 de julio de 2019. Realizó su última aparición el 7 de agosto de 2019.                                          |
| Yang Lingyi (en chino simplificado, 杨令仪; pinyin, Yáng Lìngyí)       | 1994 de abril del 15 en Hubei                 | Team SII           | &0000000000000999.000000 | &0000000000000999.000000 | &0000000000000999.000000 | &0000000000000999.000000 | N/A                      | &0000000000000999.000000 | &0000000000000999.000000 | Alejada desde el 30 de abril de 2019. Renunció extraoficialmente el 12 de mayo de 2019.                                                                                               |
| Zhao Hanqian (en chino simplificado, 赵韩倩; pinyin, Zhào Hánqiàn)     | 2000 de julio del 13 en Zhejiang              | Team SII           | &0000000000000999.000000 | &0000000000000999.000000 | &0000000000000999.000000 | N/A                      | &0000000000000999.000000 | &0000000000000999.000000 | &0000000000000999.000000 | Alejada desde el 9 de septiembre de 2017. Renunció extraoficialmente el 21 de agosto de 2017.                                                                                         |
| Zhao Jiamin (en chino simplificado, 赵嘉敏; pinyin, Zhào Jiāmǐn)       | 1998 de julio del 22 en Shenzhen, Guangdong   | Team SII           | 3                        | 1                        | &0000000000000999.000000 | &0000000000000999.000000 | &0000000000000999.000000 | &0000000000000999.000000 | &0000000000000999.000000 | Alejada desde el 30 de julio de 2016. Renunció extraoficialmente el 22 de julio de 2016.                                                                                              |
| Zhu Xiaodan (en chino simplificado, 朱小丹; pinyin, Zhū Xiǎodān)       | 2000 de mayo del 21 en Shanghai               | Team SII           | &0000000000000999.000000 | &0000000000000999.000000 | &0000000000000999.000000 | &0000000000000999.000000 | N/A                      | N/A                      | &0000000000000999.000000 | Alejada desde el 27 de septiembre de 2019. Renunció extraoficialmente el 30 de agosto de 2019.                                                                                        |
| Zhao Ye (en chino simplificado, 赵晔; pinyin, Zhào Yè)                 | 1995 de agosto del 28 en Jiangsu              | Team SII           | &0000000000000999.000000 | N/A                      | N/A                      | N/A                      | N/A                      | &0000000000000999.000000 | &0000000000000999.000000 | Alejada desde el 29 de diciembre de 2018. Renunció extraoficialmente el 22 de octubre de 2018.                                                                                        |
| Chen Jiaying (en chino simplificado, 陈佳莹; pinyin, Chén Jiāyíng)     | 1993 de julio del 12 en Shanghai              | Team NII           | N/A                      | N/A                      | N/A                      | N/A                      | N/A                      | N/A                      | N/A                      | Alejada desde el 4 de septiembre de 2020. |
| Chen Wenyan (en chino simplificado, 陈问言; pinyin, Chén Wènyán)       | 1994 de enero del 27 en Guangzhou, Guangdong  | Team NII           | N/A                      | N/A                      | N/A                      | N/A                      | N/A                      | &0000000000000999.000000 | &0000000000000999.000000 | Alejada desde el 2 de noviembre de 2018. Renunció extraoficialmente el 2 de octubre de 2018.                                                                                          |
| Feng Xinduo (en chino simplificado, 冯薪朵; pinyin, Féng Xīnduǒ)       | 1992 de enero del 24 en Dalian, Liaoning      | Team NII           | N/A                      | 12                       | 5                        | 4                        | 3                        | N/A                      | &0000000000000999.000000 | Miembro concurrente del Equipo E del BEJ48 del 18 de octubre de 2019 al 22 de enero de 2020. Alejada desde el 13 de junio de 2020. Renunció extraoficialmente el 22 de enero de 2020. |
| Gong Shiqi (en chino simplificado, 龚诗淇; pinyin, Gōng Shīqí)         | 1998 de mayo del 5 en Chongqing               | Team NII           | 12                       | 18                       | 17                       | N/A                      | &0000000000000999.000000 | &0000000000000999.000000 | &0000000000000999.000000 | Alejada desde el 24 de enero de 2018. Renunció extraoficialmente el 18 de enero de 2018.                                                                                              |
| Huang Tingting (en chino simplificado, 黄婷婷; pinyin, Huáng Tíngtíng) | 1992 de septiembre del 8 en Nanjing, Jiangsu  | Team NII           | N/A                      | 4                        | 3                        | 3                        | 2                        | N/A                      | &0000000000000999.000000 | Alejada desde el 21 de diciembre de 2019. Renunció extraoficialmente el 20 de diciembre de 2019.                                                                                      |
| Hao Wanqing (en chino simplificado, 郝婉晴; pinyin, Hǎo Wǎnqíng)       | 1993 de noviembre del 1 en Zibo, Shandong     | Team NII           | &0000000000000999.000000 | 30                       | N/A                      | 51                       | N/A                      | &0000000000000999.000000 | &0000000000000999.000000 | Alejada desde el 1 de octubre de 2018. Renunció´extraoficialmente el 27 de agosto de 2018.                                                                                            |
| He Xiaoyu (en chino simplificado, 何晓玉; pinyin, Hé Xiǎoyù)           | 1992 de octubre del 31 en Jingzhou, Hubei     | Team NII           | N/A                      | N/A                      | N/A                      | 59                       | N/A                      | N/A                      | &0000000000000999.000000 | Alejada desde el 13 de junio de 2020. Renunció extraoficialmente el 5 de abril de 2020.                                                                                               |
| Li Meiqi (en chino simplificado, 李美琪; pinyin, Lǐ Měiqí)             | 2001 de mayo del 29 en Jingzhou, Hubei        | Team NII           | &0000000000000999.000000 | &0000000000000999.000000 | &0000000000000999.000000 | &0000000000000999.000000 | N/A                      | N/A                      | &0000000000000999.000000 | Alejada desde el 27 de septiembre de 2019. Renunció extraoficialmente el 29 de julio de 2019.                                                                                         |
| Liu Peixin (en chino simplificado, 刘佩鑫; pinyin, Liú Pèixīn)         | 1996 de enero del 11 en Huludao, Liaoning     | Team NII Team Ft   | &0000000000000999.000000 | 27                       | 37                       | N/A                      | N/A                      | &0000000000000999.000000 | &0000000000000999.000000 | Alejada desde el 1 de octubre de 2018. Renunció extraoficialmente el 15 de julio de 2018. Realizó su última aparición el 30 de septiembre de 2018.                                    |
| Ma Fan (en chino simplificado, 马凡; pinyin, Mǎ Fán)                   | 1996 de marzo del 20 en Sichuan               | Team NII           | &0000000000000999.000000 | &0000000000000999.000000 | &0000000000000999.000000 | &0000000000000999.000000 | N/A                      | N/A                      | &0000000000000999.000000 | Alejada desde el 10 de enero de 2020. Renunció extraoficialmente el 8 de enero de 2020.                                                                                               |
| Tang Anqi (en chino simplificado, 唐安琪; pinyin, Táng Ānqí)           | 1992 de julio del 21 en Huangshi, Hubei       | Team NII           | N/A                      | 28                       | N/A                      | &0000000000000999.000000 | &0000000000000999.000000 | &0000000000000999.000000 | &0000000000000999.000000 | Alejada desde el 25 de octubre de 2016. |
| Tao Bo'er (en chino simplificado, 陶波尔; pinyin, Táo Bō'ěr)           | 1998 de junio del 20 en Chongqing             | Team NII           | &0000000000000999.000000 | &0000000000000999.000000 | &0000000000000999.000000 | N/A                      | N/A                      | &0000000000000999.000000 | &0000000000000999.000000 | Alejada desde el 29 de diciembre de 2018. Renunció extraoficialmente el 9 de diciembre de 2018.                                                                                       |
| Wang Shimeng (en chino simplificado, 王诗蒙; pinyin, Wáng Shīméng)     | 1995 de febrero del 25 en Luzhou, Sichuan     | Team NII           | &0000000000000999.000000 | &0000000000000999.000000 | &0000000000000999.000000 | SHY48 2                  | 48                       | N/A                      | &0000000000000999.000000 | Alejada desde el 13 de junio de 2020. Renunció extraoficialmente el 30 de junio de 2020.                                                                                              |
| Xie Ni (en chino simplificado, 谢妮; pinyin, Xiè Nī)                   | 2000 de febrero del 12 en Shanghai            | Team NII           | &0000000000000999.000000 | N/A                      | 30                       | 60                       | 54                       | N/A                      | &0000000000000999.000000 | Alejada desde el 10 de enero de 2020. Renunció extraoficialmente el 17 de noviembre de 2019.                                                                                          |
| Yi Jia'ai (en chino simplificado, 易嘉爱; pinyin, Yì Jiā'ài)           | 1995 de junio del 7 en Shenzhen, Guangdong    | Team NII           | 14                       | 8                        | 26                       | 39                       | 25                       | N/A                      | &0000000000000999.000000 | Alejada el 13 de junio de 2020. Renunció extraoficialmente el 4 de mayo de 2020. |
| Yan Jiaojun (en chino simplificado, 严佼君; pinyin, Yán Jiǎojūn)       | 1995 de abril del 29 en Xiaogan, Hubei        | Team NII           | &0000000000000999.000000 | &0000000000000999.000000 | 36                       | 30                       | &0000000000000999.000000 | &0000000000000999.000000 | &0000000000000999.000000 | Alejada desde el 17 de mayo de 2018. Renunció extraoficialmente el 31 de marzo de 2018. Realizó su última aparición el 1 de abril de 2018.                                            |
| Zhou Ruilin (en chino simplificado, 周睿林; pinyin, Zhōu Ruìlín)       | 2004 de junio del 1 en Chongqing              | Team NII           | &0000000000000999.000000 | &0000000000000999.000000 | &0000000000000999.000000 | &0000000000000999.000000 | &0000000000000999.000000 | &0000000000000999.000000 | &0000000000000999.000000 | Alejada desde el 13 de junio de 2020. |
| Zhou Yi (en chino simplificado, 周怡; pinyin, Zhōu Yí)                 | 1993 de junio del 13 en Jinhua, Zhejiang      | Team NII           | &0000000000000999.000000 | &0000000000000999.000000 | N/A                      | N/A                      | &0000000000000999.000000 | &0000000000000999.000000 | &0000000000000999.000000 | Alejada desde el 15 de diciembre de 2017. Renunció extraoficialmente el 8 de diciembre de 2017.                                                                                       |
| Zhang Yameng (en chino simplificado, 张雅梦; pinyin, Zhāng Yǎmèng)     | 1996 de abril del 21 en Baoshan, Yunnan       | Team NII           | &0000000000000999.000000 | &0000000000000999.000000 | &0000000000000999.000000 | N/A                      | &0000000000000999.000000 | &0000000000000999.000000 | &0000000000000999.000000 | Alejada desde el 9 de septiembre de 2017. Renunció extraoficialmente el 29 de julio de 2017.                                                                                          |
| Chen Pan (en chino simplificado, 陈盼; pinyin, Chén Pàn)               | 1998 de noviembre del 4 en Chongqing          | Team HII           | &0000000000000999.000000 | &0000000000000999.000000 | &0000000000000999.000000 | &0000000000000999.000000 | N/A                      | N/A                      | N/A                      | Alejada desde el 14 de octubre de 2020. |
| Qi Yuzhu (en chino simplificado, 戚予珠; pinyin, Qī Yǔzhū)             | 1999 de junio del 19 en Sichuan               | Team HII           | &0000000000000999.000000 | &0000000000000999.000000 | &0000000000000999.000000 | &0000000000000999.000000 | N/A                      | N/A                      | &0000000000000999.000000 | Alejada desde el 20 de mayo de 2020. Renunció extraoficialmente el 1 de abril de 2020.                                                                                                |
| Song Yushan (en chino simplificado, 宋雨珊; pinyin, Sòng Yǔshān)       | 1999 de junio del 14 en Henan                 | Team HII           | &0000000000000999.000000 | &0000000000000999.000000 | N/A                      | N/A                      | N/A                      | 43                       | N/A                      | Alejada desde el 4 de septiembre de 2020. Renunció extraoficialmente el 17 de agosto de 2020.                                                                                         |
| Yuan Hang (en chino simplificado, 袁航; pinyin, Yuán Háng)             | 1996 de mayo del 20 en Guizhou                | Team HII           | &0000000000000999.000000 | &0000000000000999.000000 | N/A                      | 33                       | &0000000000000999.000000 | &0000000000000999.000000 | &0000000000000999.000000 | Alejada desde el 17 de mayo de 2018. Renunció extraoficialmente el 9 de febrero de 2018.                                                                                              |
| Zeng Xiaowen (en chino simplificado, 曾晓雯; pinyin, Zēng Xiǎowén)     | 1998 de marzo del 25 en Shanwei, Guangdong    | Team HII           | &0000000000000999.000000 | &0000000000000999.000000 | &0000000000000999.000000 | N/A                      | N/A                      | &0000000000000999.000000 | &0000000000000999.000000 | Alejada desde el 1 de octubre de 2018. Renunció extraoficialmente el 7 de septiembre de 2018.                                                                                         |
| Feng Xiaofei (en chino simplificado, 冯晓菲; pinyin, Féng Xiǎofēi)     | 1995 de octubre del 17 en Kaifeng, Henan      | Team X             | &0000000000000999.000000 | N/A                      | N/A                      | 47                       | N/A                      | 24                       | N/A                      | Alejada desde el 4 de septiembre de 2020. Renunció extraoficialmente el 18 de agosto de 2020. Realizó su último evento el 27 de agosto del mismo año.                                 |
| Li Jing (en chino simplificado, 李晶; pinyin, Lǐ Jīng)                 | 1995 de junio del 7 en Zhenjiang, Jiangsu     | Team X             | &0000000000000999.000000 | N/A                      | N/A                      | N/A                      | &0000000000000999.000000 | &0000000000000999.000000 | &0000000000000999.000000 | Alejada desde el 17 de mayo de 2018. Renunció extraoficialmente el 22 de abril de 2018.                                                                                               |
| Liu Jinghan (en chino simplificado, 刘静晗; pinyin, Liú Jìnghán)       | 1999 de octubre del 4 en Jinzhou, Liaoning    | Team X             | &0000000000000999.000000 | &0000000000000999.000000 | &0000000000000999.000000 | N/A                      | N/A                      | &0000000000000999.000000 | &0000000000000999.000000 | Alejada desde el 30 de abril de 2019. Renunció extraoficialmente el 2 de mayo de 2019.                                                                                                |
| Lu Jingping (en chino simplificado, 鲁静萍; pinyin, Lǔ Jìngpíng)       | 2002 de junio del 3 enYangzhou, Jiangsu       | Team X             | &0000000000000999.000000 | &0000000000000999.000000 | &0000000000000999.000000 | &0000000000000999.000000 | &0000000000000999.000000 | N/A                      | &0000000000000999.000000 | Alejada desde el 20 de mayo de 2020. Renunció extraoficialmente el 25 de junio de 2020.                                                                                               |
| Lin Yining (en chino simplificado, 林忆宁; pinyin, Lín Yìníng)         | 1997 de julio del 17 en Shanghai              | Team X             | &0000000000000999.000000 | &0000000000000999.000000 | N/A                      | N/A                      | &0000000000000999.000000 | &0000000000000999.000000 | &0000000000000999.000000 | Alejada desde el 17 de mayo de 2018 Renunció extraoficialmente el 29 de marzo de 2018.                                                                                                |
| Wang Jialing (en chino simplificado, 汪佳翎; pinyin, Wāng Jiālíng)     | 1999 de julio del 13 en Fuzhou, Fujian        | Team X             | &0000000000000999.000000 | N/A                      | N/A                      | N/A                      | N/A                      | 40                       | N/A                      | Alejada desde el 4 de septiembre de 2020. Renunció extraoficialmente el 18 de agosto de 2020. Realizó su última aparición el 27 de agosto del mismo año.                              |
| Wang Shu (en chino simplificado, 汪束; pinyin, Wāng Shù)               | 1997 de mayo del 8 en Xuzhou, Jiangsu         | Team X             | &0000000000000999.000000 | N/A                      | N/A                      | 41                       | N/A                      | &0000000000000999.000000 | &0000000000000999.000000 | Alejada desde el 1 de octubre de 2018. Renunció extraoficialmente el 8 de julio de 2018. Realizó su última aparición el 30 de julio de 2018.                                          |
| Xu Shiqi (en chino simplificado, 徐诗琪; pinyin, Xú Shīqí)             | 1998 de diciembre del 10 en Ningbo, Zhejiang  | Team X             | &0000000000000999.000000 | &0000000000000999.000000 | &0000000000000999.000000 | N/A                      | 45                       | &0000000000000999.000000 | &0000000000000999.000000 | Alejada desde el 2 de noviembre de 2018. Renunció extraoficialmente el 20 de octubre de 2018.                                                                                         |
| Yang Yunyu (en chino simplificado, 杨韫玉; pinyin, Yáng Yùnyù)         | 1995 de septiembre del 15 en Guiyang, Guizhou | Team X             | &0000000000000999.000000 | N/A                      | 24                       | 52                       | N/A                      | &0000000000000999.000000 | &0000000000000999.000000 | Alejada desde el 2 de noviembre de 2018. Renunció extraoficialmente el 13 de octubre de 2018.                                                                                         |
| Zhang Dansan (en chino simplificado, 张丹三; pinyin, Zhāng Dānsān)     | 1997 de abril del 28 en Wuhan, Hubei          | Team X             | &0000000000000999.000000 | N/A                      | 16                       | 53                       | 20                       | N/A                      | &0000000000000999.000000 | Alejada desde el 10 de enero de 2020. Renunció extraoficialmente el 21 de diciembre de 2019.                                                                                          |
| Chen Yin (en chino simplificado, 陈音; pinyin, Chén Yīn)               | 1999 de diciembre del 5 en Shanghai           | Team XII           | &0000000000000999.000000 | &0000000000000999.000000 | N/A                      | &0000000000000999.000000 | &0000000000000999.000000 | &0000000000000999.000000 | &0000000000000999.000000 | Ex-miembro del grupo Color Girls, fue reemplazada por Yang Bingyi. Alejada desde el 18 de abril de 2017. Renunció extraoficialmente el 14 de abril del 2017.                          |
| Zou Jiajia (en chino simplificado, 邹佳佳; pinyin, Zōu Jiājiā)         | 1998 de octubre del 28 en Sichuan             | Team XII           | &0000000000000999.000000 | &0000000000000999.000000 | N/A                      | &0000000000000999.000000 | &0000000000000999.000000 | &0000000000000999.000000 | &0000000000000999.000000 | Alejada desde el 19 de mayo de 2017. Renunció extraoficialmente el 19 de mayo de 2017.                                                                                                |
| Wang Xiyuan (en chino simplificado, 王溪源; pinyin, Wáng Xīyuán)       | 1998 de mayo del 16 en Yunnan                 | Team Ft / Team HII | &0000000000000999.000000 | &0000000000000999.000000 | &0000000000000999.000000 | &0000000000000999.000000 | N/A                      | &0000000000000999.000000 | &0000000000000999.000000 | Alejada desde el 29 de diciembre de 2018. Renunció extraoficialmente el 15 de noviembre de 2018.                                                                                      |
| Zhang Xinyue (en chino simplificado, 张馨月; pinyin, Zhāng Xīnyuè)     | 1996 de abril del 4 en Guang'an, Sichuan      | Team Ft            | &0000000000000999.000000 | &0000000000000999.000000 | &0000000000000999.000000 | &0000000000000999.000000 | &0000000000000999.000000 | &0000000000000999.000000 | &0000000000000999.000000 | Alejada desde el 1 de octubre de 2018. Rrenunció extraoficialmente el 18 de agosto de 2018. Realizó su última aparición el 24 de agosro del 2018.                                     |
| Cheng Jue (en chino simplificado, 成珏; pinyin, Chéng Jué)             | 1996 de enero del 3 en Shanghai               | Aprendiz           | &0000000000000999.000000 | &0000000000000999.000000 | N/A                      | N/A                      | N/A                      | &0000000000000999.000000 | &0000000000000999.000000 | Alejada desde el 1 de octubre de 2018. Renunció extraoficialmente el 10 de noviembre de 2018.                                                                                         |
| Huang Tongyang (en chino simplificado, 黄彤扬; pinyin, Huáng Tóngyáng) | 1996 de enero del 28 en Xiamen, Fujian        | Aprendiz           | &0000000000000999.000000 | &0000000000000999.000000 | N/A                      | N/A                      | &0000000000000999.000000 | &0000000000000999.000000 | &0000000000000999.000000 | Alejada desde el 19 de enero 2019. Renunció extraoficialmente el 9 de septiembre de 2018.                                                                                             |
| Li Qingyang (en chino simplificado, 李清扬; pinyin, Lǐ Qīngyáng)       | 1997 de junio del 16 en Xiangyang, Hubei      | Aprendiz           | &0000000000000999.000000 | N/A                      | N/A                      | N/A                      | &0000000000000999.000000 | &0000000000000999.000000 | &0000000000000999.000000 | Alejada desde el 19 de enero de 2019. Renunció extraoficialmente el 8 de septiembre de 2018.                                                                                          |
| Pan Yanqi (en chino simplificado, 潘燕琦; pinyin, Pān Yànqí)           | 1997 de mayo del 25 en Ningbo, Zhejiang       | Aprendiz           | &0000000000000999.000000 | &0000000000000999.000000 | &0000000000000999.000000 | N/A                      | &0000000000000999.000000 | &0000000000000999.000000 | &0000000000000999.000000 | Alejada desde el 19 de enero de 2019. Renunció extraoficialmente el 2 de enero de 2019.                                                                                               |
| Shen Zhilin (en chino simplificado, 沈之琳; pinyin, Shěn Zhīlín)       | 1994 de noviembre del 26 en Shanghai          | Aprendiz           | N/A                      | N/A                      | N/A                      | N/A                      | &0000000000000999.000000 | &0000000000000999.000000 | &0000000000000999.000000 | Alejada desde el 19 de enero de 2019. Renunció extraoficialmente el 12 de diciemnre de 2017.                                                                                          |
| Wang Baishuo (en chino simplificado, 王柏硕; pinyin, Wáng Bǎishuò)     | 1997 de diciembre del 12 en Jinan, Shandong   | Aprendiz           | &0000000000000999.000000 | N/A                      | N/A                      | N/A                      | &0000000000000999.000000 | &0000000000000999.000000 | &0000000000000999.000000 | Alejada desde el 19 de enero de 2019. Renunció extraoficialmente el 18 de septiembre de 2017.                                                                                         |
| Wu Yanwen (en chino simplificado, 吴燕文; pinyin, Wú Yànwén)           | 1994 de octubre del 18 en Zhengzhou, Henan    | Aprendiz           | &0000000000000999.000000 | N/A                      | N/A                      | N/A                      | &0000000000000999.000000 | &0000000000000999.000000 | &0000000000000999.000000 | Alejada desde el 19 de enero de 2019. Renunció extraoficialmente el 5 de enero de 2018. Realizó su última aparición el 5 de febrero del 2018.                                         |
| Yao Yichun (en chino simplificado, 姚祎纯; pinyin, Yáo Yīchún)         | 2000 de abril del 28 en Suzhou, Jiangsu       | Aprendiz           | &0000000000000999.000000 | &0000000000000999.000000 | &0000000000000999.000000 | N/A                      | &0000000000000999.000000 | &0000000000000999.000000 | &0000000000000999.000000 | Alejada desde el 19 de enero de 2019. Renunció extraoficialmente el 21 de marzo de 2018.                                                                                              |
| Zhang Wenjing (en chino simplificado, 张文静; pinyin, Zhāng Wénjìng)   | 1998 de enero del 14 en Shanghai              | Aprendiz           | &0000000000000999.000000 | &0000000000000999.000000 | N/A                      | N/A                      | &0000000000000999.000000 | &0000000000000999.000000 | &0000000000000999.000000 | Alejada desde el 19 de enero de 2019. Renunció extraoficialmente en febrero de 2018. Realizó su última aparición el 2 de marzo de 2018.                                               |

### Antiguas miembros

#### Miembros elevadas a Star Palace
| Nombre                                                       | Nacimiento                                          | Equipo   | Rango de elección | Rango de elección | Rango de elección | Rango de elección | Rango de elección        | Rango de elección        | Rango de elección        | Notas                                              |
| Nombre                                                       | Nacimiento                                          | Equipo   | 1                 | 2                 | 3                 | 4                 | 5                        | 6                        | 7                        | Notas                                              |
| ------------------------------------------------------------ | --------------------------------------------------- | -------- | ----------------- | ----------------- | ----------------- | ----------------- | ------------------------ | ------------------------ | ------------------------ | -------------------------------------------------- |
| Ju Jingyi (en chino simplificado, 鞠婧祎; pinyin, Jū Jìngyī) | 18 de abril de 1994 (30 años) en Suining, Sichuan   | Team NII | 4                 | 2                 | 1                 | 1                 | &0000000000000999.000000 | &0000000000000999.000000 | &0000000000000999.000000 | Elevada al Star Palace el 15 de diciembre de 2017  |
| Li Yitong (en chino simplificado, 李艺彤; pinyin, Lǐ Yìtóng) | 23 de diciembre de 1995 (29 años) en Xi'an, Shaanxi | Team HII | 6                 | 3                 | 2                 | 2                 | 1                        | 1                        | &0000000000000999.000000 | Elevada al Star Palace el 13 de septiembre de 2019 |

#### Graduadas honorarias
| Nombre                                                             | Edad (Lugar de nacimiento)                             | Equipo   | Rango de elección | Rango de elección | Rango de elección | Rango de elección | Rango de elección | Rango de elección | Rango de elección        | Notas |
| Nombre                                                             | Edad (Lugar de nacimiento)                             | Equipo   | 1                 | 2                 | 3                 | 4                 | 5                 | 6                 | 7                        | Notas |
| ------------------------------------------------------------------ | ------------------------------------------------------ | -------- | ----------------- | ----------------- | ----------------- | ----------------- | ----------------- | ----------------- | ------------------------ | --- |
| Chen Guanhui (en chino simplificado, 陈观慧; pinyin, Chén Guānhuì) | 28 de agosto de 1993 (31 años) en Zhanjiang, Guangdong | Team SII | 10                | 22                | 47                | 61                | N/A               | N/A               | &0000000000000999.000000 | Graduada el 14 de octubre de 2020.                                                                           |
| Chen Si (en chino simplificado, 陈思; pinyin, Chén Sī)             | 14 de septiembre de 1991 (33 años) en Yueyang, Hunan   | Team SII | 9                 | 24                | 38                | N/A               | N/A               | N/A               | &0000000000000999.000000 | Graduada el 14 de octubre de 2020.                                                                           |
| Dai Meng (en chino simplificado, 戴萌; pinyin, Dài Méng)           | 8 de febrero de 1993 (32 años) en Shanghai             | Team SII | 13                | 15                | 12                | 11                | 8                 | 9                 | &0000000000000999.000000 | Graduada el 14 de octubre de 2020. Continúa las actividades como artista luego de haber firmado bajo Star48. |
| Kong Xiaoyin (en chino simplificado, 孔肖吟; pinyin, Kǒng Xiàoyín) | 11 de abril de 1992 (32 años) en Shenyang, Liaoning    | Team SII | 15                | 16                | 25                | 12                | 13                | 6                 | &0000000000000999.000000 | Graduada el 14 de octubre de 2020. Continúa las actividades como artista luego de haber firmado bajo Star48. |
| Li Yuqi (en chino simplificado, 李宇琪; pinyin, Lǐ Yǔqí)           | 26 de febrero de 1993 (32 años) en Xi'an, Shaanxi      | Team SII | 11                | 7                 | 20                | 16                | 40                | N/A               | &0000000000000999.000000 | Graduada el 14 de octubre de 2020.                                                                           |
| Mo Han (en chino simplificado, 莫寒; pinyin, Mò Hán)               | 7 de enero de 1992 (33 años) en Zunyi, Guizhou         | Team SII | 7                 | 13                | 6                 | 8                 | 5                 | 2                 | &0000000000000999.000000 | Graduada el 14 de octubre de 2020. Continúa las actividades como artista luego de haber firmado bajo Star48. |
| Qian Beiting (en chino simplificado, 钱蓓婷; pinyin, Qián Bèitíng) | 7 de mayo de 1995 (29 años) en Shanghai                | Team SII | N/A               | 26                | 28                | 26                | 9                 | 17                | &0000000000000999.000000 | Graduada el 14 de octubre de 2020. Continúa las actividades como artista luego de haber firmado bajo Star48. |
| Qiu Xinyi (en chino simplificado, 邱欣怡; pinyin, Qiū Xīnyí)       | 11 de enero de 1997 (28 años) en Taipei, Taiwán        | Team SII | 2                 | 14                | 10                | N/A               | N/A               | N/A               | &0000000000000999.000000 | Graduada el 14 de octubre de 2020.                                                                           |
| Wu Zhehan (en chino simplificado, 吴哲晗; pinyin, Wú Zhéhán)       | 26 de agosto de 1995 (29 años) en Jiaxing, Zhejiang    | Team SII | 1                 | N/A               | 23                | 15                | 12                | 5                 | &0000000000000999.000000 | Graduada el 14 de octubre de 2020. Continúa las actividades como artista luego de haber firmado bajo Star48. |
| Xu Chenchen (en chino simplificado, 徐晨辰; pinyin, Xú Chénchén)   | 22 de junio de 1990 (34 años) en Nanjing, Jiangsu      | Team SII | 16                | N/A               | N/A               | N/A               | N/A               | N/A               | &0000000000000999.000000 | Graduada el 14 de octubre de 2020.                                                                           |
| Xu Jiaqi (en chino simplificado, 许佳琪; pinyin, Xǔ Jiāqí)         | 27 de agosto de 1995 (29 años) en Taizhou, Zhejiang    | Team SII | 8                 | 20                | 11                | 10                | 7                 | 7                 | &0000000000000999.000000 | Graduada el 14 de octubre de 2020. Continúa las actividades como artista luego de haber firmado bajo Star48. |
| Zhang Yuge (en chino simplificado, 张语格; pinyin, Zhāng Yǔgé)     | 11 de mayo de 1996 (28 años) en Harbin, Heilongjiang   | Team SII | 5                 | 5                 | 8                 | 9                 | 16                | 4                 | &0000000000000999.000000 | Graduada el 14 de octubre de 2020. Continúa las actividades como artista luego de haber firmado bajo Star48. |

#### Antiguas miembros oficiales
| Nombre | Fecha y lugar de nacimiento                                | Equipo     | Rango de elección        | Rango de elección        | Rango de elección        | Rango de elección        | Rango de elección        | Rango de elección        | Rango de elección        | Notas |
| Nombre | Fecha y lugar de nacimiento                                | Equipo     | 1                        | 2                        | 3                        | 4                        | 5                        | 6                        | 7                        | Notas |
| --- | ---------------------------------------------------------- | ---------- | ------------------------ | ------------------------ | ------------------------ | ------------------------ | ------------------------ | ------------------------ | ------------------------ | --- |
| Jiang Yuxi (en chino simplificado, 蒋羽熙; pinyin, Jiǎng Yǔxī)                                                              | 1996 de febrero del 18 en Shanxi                           | Sin Equipo | &0000000000000999.000000 | &0000000000000999.000000 | &0000000000000999.000000 | &0000000000000999.000000 | &0000000000000999.000000 | &0000000000000999.000000 | &0000000000000999.000000 | Se graduuó el 18 de agosto de 2013 |
| Ding Ziyan (en chino simplificado, 丁紫妍; pinyin, Dīng Zǐyán)                                                              | 1995 de octubre del 6 en Anhui                             | Sin Equipo | &0000000000000999.000000 | &0000000000000999.000000 | &0000000000000999.000000 | &0000000000000999.000000 | &0000000000000999.000000 | &0000000000000999.000000 | &0000000000000999.000000 | Se graduó el 6 de octubre de 2013 |
| Wang Yijun (en chino simplificado, 王依君; pinyin, Wáng Yījūn)                                                              | 1995 de junio del 6 en Jiangsu                             | Team NII   | &0000000000000999.000000 | &0000000000000999.000000 | &0000000000000999.000000 | &0000000000000999.000000 | &0000000000000999.000000 | &0000000000000999.000000 | &0000000000000999.000000 | Se graduó el 1 de diciembre de 2013 |
| Yang Yaru (en chino simplificado, 杨雅如; pinyin, Yáng Yǎrú)                                                                | 1995 de noviembre del 15 en Fujian                         | Team NII   | &0000000000000999.000000 | &0000000000000999.000000 | &0000000000000999.000000 | &0000000000000999.000000 | &0000000000000999.000000 | &0000000000000999.000000 | &0000000000000999.000000 | Se graduó el 8 de febrero de 2014 |
| Dong Zhiyi (en chino simplificado, 董芷依; pinyin, Dǒng Zhǐyī)                                                              | 1993 de agosto del 20 en Guizhou                           | Team SII   | &0000000000000999.000000 | &0000000000000999.000000 | &0000000000000999.000000 | &0000000000000999.000000 | &0000000000000999.000000 | &0000000000000999.000000 | &0000000000000999.000000 | Se graduó el 2 de abril de 2014 |
| Gu Xiangjun (en chino simplificado, 顾香君; pinyin, Gù Xiāngjūn)                                                            | 1995 de octubre del 23 en Shanghai                         | Team SII   | &0000000000000999.000000 | &0000000000000999.000000 | &0000000000000999.000000 | &0000000000000999.000000 | &0000000000000999.000000 | &0000000000000999.000000 | &0000000000000999.000000 | Se graduó el 2 de abril de 2014 |
| Tang Min (en chino simplificado, 汤敏; pinyin, Tāng Mǐn)                                                                    | 1996 de septiembre del 3 en Shanghai)                      | Team SII   | &0000000000000999.000000 | &0000000000000999.000000 | &0000000000000999.000000 | &0000000000000999.000000 | &0000000000000999.000000 | &0000000000000999.000000 | &0000000000000999.000000 | Se graduó el 2 de abril de 2014 |
| Hu Siyi (en chino simplificado, 胡思奕; pinyin, Hú Sīyì)                                                                    | 1992 de marzo del 3 en Zhejiang                            | Team NII   | &0000000000000999.000000 | &0000000000000999.000000 | &0000000000000999.000000 | &0000000000000999.000000 | &0000000000000999.000000 | &0000000000000999.000000 | &0000000000000999.000000 | Se graduó el 2 de abril de 2014 |
| Lü Siqin (en chino simplificado, 吕思琴; pinyin, Lǚ Sīqín)                                                                  | 1994 de noviembre del 9 en Zhejiang                        | Team NII   | &0000000000000999.000000 | &0000000000000999.000000 | &0000000000000999.000000 | &0000000000000999.000000 | &0000000000000999.000000 | &0000000000000999.000000 | &0000000000000999.000000 | Se graduó el 2 de abril de 2014 |
| Wang Jialu (en chino simplificado, 王佳路; pinyin, Wáng Jiālù)                                                              | 1996 de marzo del 10 en Zhejiang                           | Team NII   | &0000000000000999.000000 | &0000000000000999.000000 | &0000000000000999.000000 | &0000000000000999.000000 | &0000000000000999.000000 | &0000000000000999.000000 | &0000000000000999.000000 | Se graduó el 2 de abril de 2014 |
| Chen Jiaya (en chino simplificado, 陈嘉瑶; pinyin, Chén Jiāyáo)                                                             | 1995 de julio del 29 en Guangdong                          | Team NII   | &0000000000000999.000000 | &0000000000000999.000000 | &0000000000000999.000000 | &0000000000000999.000000 | &0000000000000999.000000 | &0000000000000999.000000 | &0000000000000999.000000 | Sse graduó el 25 de abril de 2014 |
| Kang Xin (en chino simplificado, 康欣; pinyin, Kāng Xīn)                                                                    | (1993 de abril del 21 en Guangdong                         | Team HII   | &0000000000000999.000000 | &0000000000000999.000000 | &0000000000000999.000000 | &0000000000000999.000000 | &0000000000000999.000000 | &0000000000000999.000000 | &0000000000000999.000000 | Se graduó el 25 de octubre de 2014 |
| Zeng Linyu (en chino simplificado, 曾琳瑜; pinyin, Zēng Línyù)                                                              | 1993 de julio del 16 en Guangzhou, Guangdong               | Team SII   | &0000000000000999.000000 | &0000000000000999.000000 | &0000000000000999.000000 | &0000000000000999.000000 | &0000000000000999.000000 | &0000000000000999.000000 | &0000000000000999.000000 | Se graduó el 25 de noviembre de 2014 |
| Zhang Xiyin (en chino simplificado, 张曦尹; pinyin, Zhāng Xīyǐn)                                                            | 1997 de abril del 23 en Dazhou, Sichuan                    | Team HII   | &0000000000000999.000000 | &0000000000000999.000000 | &0000000000000999.000000 | &0000000000000999.000000 | &0000000000000999.000000 | &0000000000000999.000000 | &0000000000000999.000000 | Se graduó el 25 de noviembre de 2014 |
| Zhou Qiujun (en chino simplificado, 周秋均; pinyin, Zhōu Qiūjūn)                                                            | 1995 de octubre del 2 en Chongqing                         | Team HII   | &0000000000000999.000000 | &0000000000000999.000000 | &0000000000000999.000000 | &0000000000000999.000000 | &0000000000000999.000000 | &0000000000000999.000000 | &0000000000000999.000000 | Se graduó el 25 de noviembre de 2014 |
| Han Meng (en chino simplificado, 韩萌; pinyin, Hán Méng)                                                                    | 1995 de noviembre del 10 en Jiangsu                        | Team HII   | &0000000000000999.000000 | &0000000000000999.000000 | &0000000000000999.000000 | &0000000000000999.000000 | &0000000000000999.000000 | &0000000000000999.000000 | &0000000000000999.000000 | Se graduó el 25 de diciembre de 2014 |
| Liang Huiwen (en chino simplificado, 梁慧雯; pinyin, Liáng Huìwén)                                                          | 1999 de septiembre del 1 en Jiangsu                        | Team HII   | &0000000000000999.000000 | &0000000000000999.000000 | &0000000000000999.000000 | &0000000000000999.000000 | &0000000000000999.000000 | &0000000000000999.000000 | &0000000000000999.000000 | Sse graduó el 25 de diciembre de 2014 |
| Xu Yanyu (en chino simplificado, 徐言雨; pinyin, Xú Yányǔ)                                                                  | 1993 de noviembre del 10 en Zhejiang                       | Team NII   | N/A                      | &0000000000000999.000000 | &0000000000000999.000000 | &0000000000000999.000000 | &0000000000000999.000000 | &0000000000000999.000000 | &0000000000000999.000000 | Se graduó el 8 de enero de 2015 |
| Zhou Shuyan (en chino simplificado, 周淑妍; pinyin, Zhōu Shūyán)                                                            | (1996 de marzo del 22 en Guangdong                         | Team NII   | &0000000000000999.000000 | &0000000000000999.000000 | &0000000000000999.000000 | &0000000000000999.000000 | &0000000000000999.000000 | &0000000000000999.000000 | &0000000000000999.000000 | Se graduó el 8 de enero de 2015 |
| Gong Xiaohe (en chino simplificado, 宫小荷; pinyin, Gōng Xiǎohé)                                                            | 1996 de julio del 11 en Anhui                              | Team SII   | &0000000000000999.000000 | &0000000000000999.000000 | &0000000000000999.000000 | &0000000000000999.000000 | &0000000000000999.000000 | &0000000000000999.000000 | &0000000000000999.000000 | Se graduó el 17 de marzo de 2015 |
| Li Xuan (en chino simplificado, 李璇; pinyin, Lǐ Xuán)                                                                      | 1995 de junio del 27 en Sichuan                            | Team NII   | &0000000000000999.000000 | &0000000000000999.000000 | &0000000000000999.000000 | &0000000000000999.000000 | &0000000000000999.000000 | &0000000000000999.000000 | &0000000000000999.000000 | Se graduó el 17 de marzo de 2015 |
| Yang Yinyu (en chino simplificado, 杨吟雨; pinyin, Yáng Yínyǔ)                                                              | 1994 de febrero del 10 en Jiangsu                          | Team HII   | &0000000000000999.000000 | &0000000000000999.000000 | &0000000000000999.000000 | &0000000000000999.000000 | &0000000000000999.000000 | &0000000000000999.000000 | &0000000000000999.000000 | Se graduó el 23 de marzo de 2015 |
| Sun Jingyi (en chino simplificado, 孙静怡; pinyin, Sūn Jìngyí)                                                              | 1992 de julio del 8 en Xinjiang                            | Team X     | &0000000000000999.000000 | N/A                      | &0000000000000999.000000 | &0000000000000999.000000 | &0000000000000999.000000 | &0000000000000999.000000 | &0000000000000999.000000 | Se graduó el 25 de octubre de 2015 |
| Zhang Wenze (en chino simplificado, 张闻则; pinyin, Zhāng Wénzé)                                                            |                                                            | Team XII   | &0000000000000999.000000 | &0000000000000999.000000 | &0000000000000999.000000 | &0000000000000999.000000 | &0000000000000999.000000 | &0000000000000999.000000 | &0000000000000999.000000 | Se graduó el 4 de diciembre de 2015 |
| Li Doudou (en chino simplificado, 李豆豆; pinyin, Lǐ Dòudòu)                                                                | 1996 de octubre del 5 en Guangxi                           | Team HII   | &0000000000000999.000000 | 29                       | &0000000000000999.000000 | &0000000000000999.000000 | &0000000000000999.000000 | &0000000000000999.000000 | &0000000000000999.000000 | Se graduó el 6 de enero de 2016 |
| Shi Yujie (en chino simplificado, 时语婕; pinyin, Shí Yǔjié)                                                                | 1998 de abril del 4 en Guangxi                             | Team XII   | &0000000000000999.000000 | &0000000000000999.000000 | &0000000000000999.000000 | &0000000000000999.000000 | &0000000000000999.000000 | &0000000000000999.000000 | &0000000000000999.000000 | Se graduó el 2 de febrero de 2016 |
| Sae Miyazawa (en japonés: 宮澤 佐江, romanizado: Miyazawa Sae; en chino simplificado, 宫泽佐江; pinyin, Gōngzé Zuǒjiāng)    | 1990 de agosto del 13 en Tokyo                             | Team SII   | N/A                      | &0000000000000999.000000 | &0000000000000999.000000 | &0000000000000999.000000 | &0000000000000999.000000 | &0000000000000999.000000 | &0000000000000999.000000 | Se graduó el 16 de marzo de 2016 |
| Liu Shilei (en chino simplificado, 刘诗蕾; pinyin, Liú Shīlěi)                                                              | 1996 de marzo del 22 en Sichuan                            | Team NII   | &0000000000000999.000000 | &0000000000000999.000000 | &0000000000000999.000000 | &0000000000000999.000000 | &0000000000000999.000000 | &0000000000000999.000000 | &0000000000000999.000000 | Se graduó el 26 de marzo de 2016 |
| Cheng Wenlu (en chino simplificado, 程文路; pinyin, Chéng Wénlù                                                             | 2000 de abril del 5 en Shanghai                            | Team XII   | &0000000000000999.000000 | &0000000000000999.000000 | &0000000000000999.000000 | &0000000000000999.000000 | &0000000000000999.000000 | &0000000000000999.000000 | &0000000000000999.000000 | Fue despedida el 16 de mayo de 2016 |
| Mariya Suzuki (en japonés: 鈴木まりや, romanizado: Suzuki Mariya; en chino simplificado, 铃木玛莉亚; pinyin, Língmù Mǎlìyà) | 1991 de abril del 29 en Saitama                            | Team SII   | N/A                      | &0000000000000999.000000 | &0000000000000999.000000 | &0000000000000999.000000 | &0000000000000999.000000 | &0000000000000999.000000 | &0000000000000999.000000 | Posición concurrente con SNH48. Eliminada el 10 de junio de 2016 |
| Liu Liwei (en chino simplificado, 刘力玮; pinyin, Liú Lìwěi                                                                 | 1997 de julio del 25 en Jiangsu                            | Team SII   | &0000000000000999.000000 | &0000000000000999.000000 | N/A                      | &0000000000000999.000000 | &0000000000000999.000000 | &0000000000000999.000000 | &0000000000000999.000000 | Despedida el 14 de agosto de 2016 |
| Shen Yuejiao (en chino simplificado, 申月姣; pinyin, Shēn Yuèjiāo)                                                          | 1996 de septiembre del 10 en Henan                         | Team SII   | &0000000000000999.000000 | &0000000000000999.000000 | N/A                      | &0000000000000999.000000 | &0000000000000999.000000 | &0000000000000999.000000 | &0000000000000999.000000 | Despedida el 14 de agosto de 2016 |
| Deng Yanqiufei (en chino simplificado, 邓艳秋菲; pinyin, Dèng Yànqiūfēi)                                                    | 1995 de julio del 30 en Anhui                              | Team NII   | &0000000000000999.000000 | &0000000000000999.000000 | N/A                      | &0000000000000999.000000 | &0000000000000999.000000 | &0000000000000999.000000 | &0000000000000999.000000 | Despedida el 14 de agosto de 2016 |
| Qian Yi (en chino simplificado, 钱艺; pinyin, Qián Yì)                                                                      | 1998 de junio del 7 en Jiangsu                             | Team NII   | &0000000000000999.000000 | &0000000000000999.000000 | N/A                      | &0000000000000999.000000 | &0000000000000999.000000 | &0000000000000999.000000 | &0000000000000999.000000 | Despedida el 14 de agosto de 2016 |
| Zhang Yunwen (en chino simplificado, 张韵雯; pinyin, Zhāng Yùnwén)                                                          | 1998 de febrero del 26 en Shanghai                         | Team X     | &0000000000000999.000000 | N/A                      | N/A                      | &0000000000000999.000000 | &0000000000000999.000000 | &0000000000000999.000000 | &0000000000000999.000000 | Se graduó el 25 de octubre de 2016 |
| Wang Lu (en chino simplificado, 王璐; pinyin, Wáng Lù)                                                                      | 1996 de mayo del 20 en Henan                               | Team HII   | &0000000000000999.000000 | N/A                      | 41                       | &0000000000000999.000000 | &0000000000000999.000000 | &0000000000000999.000000 | &0000000000000999.000000 | En pausa del 5 de diciembre de 2016 al 13 de junio de 2017. Posteriormente se graduó el 13 de junio de 2017 |
| Luo Lan (en chino simplificado, 罗兰; pinyin, Luó Lán)                                                                      | 1991 de septiembre del 16 en Shaanxi                       | Team NII   | N/A                      | N/A                      | N/A                      | &0000000000000999.000000 | &0000000000000999.000000 | &0000000000000999.000000 | &0000000000000999.000000 | En pausa del 19 de mayo de 2017 hasta el 16 de junio de 2017. Se graduó el 16 de junio de 2017 |
| Wen Wen (en chino simplificado, 文文; pinyin, Wén Wén)                                                                      | 1995 de mayo del 31 en Chongqing                           | Team HII   | &0000000000000999.000000 | &0000000000000999.000000 | &0000000000000999.000000 | N/A                      | &0000000000000999.000000 | &0000000000000999.000000 | &0000000000000999.000000 | Se graduó el 30 de septiembre de 2017 |
| Zhao Mengting (en chino simplificado, 赵梦婷; pinyin, Zhào Mèngtíng)                                                        | 1997 de junio del 6 en Nanjing, Jiangsu                    | Team HII   | &0000000000000999.000000 | &0000000000000999.000000 | &0000000000000999.000000 | N/A                      | &0000000000000999.000000 | &0000000000000999.000000 | &0000000000000999.000000 | Despedida el 30 de septiembre de 2017 |
| He Sukun† (en chino simplificado, 贺苏堃; pinyin, Hè Sūkūn)                                                                 | 14 de noviembre de 1995 en Hebei - 27 de noviembre de 2019 | Team XII   | &0000000000000999.000000 | &0000000000000999.000000 | &0000000000000999.000000 | &0000000000000999.000000 | &0000000000000999.000000 | &0000000000000999.000000 | &0000000000000999.000000 | Despedida el 30 de septiembre de 2017. Se suicidó el 27 de noviembre de 2019 |
| Xu Jiayi (en chino simplificado, 许嘉怡; pinyin, Xŭ Jiāyí)                                                                  | 1999 de septiembre del 27 en Zhejiang                      | Team XII   | &0000000000000999.000000 | &0000000000000999.000000 | &0000000000000999.000000 | &0000000000000999.000000 | &0000000000000999.000000 | &0000000000000999.000000 | &0000000000000999.000000 | Se graduó el 1 de diciembre de 2017 |
| Chen Yixin (en chino simplificado, 陈怡馨; pinyin, Chén Yíxīn)                                                              | 1996 de septiembre del 17 en Fujian                        | Team HII   | &0000000000000999.000000 | N/A                      | 42                       | &0000000000000999.000000 | &0000000000000999.000000 | &0000000000000999.000000 | &0000000000000999.000000 | Se graduó el 29 de enero de 2018. Estuvo alejada del 13 de diciembre de 2016 al 29 de junio de 2018. Rrenunció extraoficialmente el 3 de diciembre de 2016                                                                                   |
| Dong Yanyun (en chino simplificado, 董艳芸; pinyin, Dǒng Yànyún)                                                            | 1993 de febrero del 24 en Quanzhou, Fujian                 | Team NII   | N/A                      | N/A                      | &0000000000000999.000000 | &0000000000000999.000000 | &0000000000000999.000000 | &0000000000000999.000000 | &0000000000000999.000000 | Se graduó el 19 de enero de 2019. Estuvo alejada del 30 de julio de 2016 al 19 de enero de 2019. Se le prohibió regresar al equipo y renunció oficialmente en julio de 2017                                                                  |
| Guo Qianyun (en chino simplificado, 郭倩芸; pinyin, Guō Qiànyún)                                                            | 1997 de abril del 4 en Jiangsu                             | Team NII   | &0000000000000999.000000 | &0000000000000999.000000 | &0000000000000999.000000 | N/A                      | N/A                      | &0000000000000999.000000 | &0000000000000999.000000 | Se graduó el 19 de enero de 2019. Estuvo alejada del 1 de octubre de 2018 al 19 de enero de 2019. Renunció extraoficialmente el 24 de agosto del 2018 cuando realizó su última aparición durante el evento del 1 de septiembre del mismo año |
| Ge Jiahui (en chino simplificado, 葛佳慧; pinyin, Gě Jiāhuì)                                                                | 1995 de agosto del 1 en Nanjing, Jiangsu                   | Team NII   | &0000000000000999.000000 | &0000000000000999.000000 | &0000000000000999.000000 | &0000000000000999.000000 | &0000000000000999.000000 | &0000000000000999.000000 | &0000000000000999.000000 | Se graduó el 19 de enero de 2019. Estuvo alejada del 6 de noviembre de 2017 al 19 de enero de 2019. Renunció extraoficialmente el 5 de noviembre de 2017                                                                                     |
| Liu Juzi (en chino simplificado, 刘菊子; pinyin, Liú Júzǐ)                                                                  | 1998 de diciembre del 12 en Wuhan, Hubei                   | Team NII   | &0000000000000999.000000 | &0000000000000999.000000 | &0000000000000999.000000 | N/A                      | N/A                      | &0000000000000999.000000 | &0000000000000999.000000 | Se graduó el 19 de enero de 2019. Estuvo alejada del 1 de octubre de 2018 al 19 de enero de 2019. Renunció extraoficialmente el 15 de septiembre de 2018                                                                                     |
| Meng Yue (en chino simplificado, 孟玥; pinyin, Mèng Yuè)                                                                    | 1994 de junio del 13 en Changchun, Jilin                   | Team NII   | N/A                      | 32                       | &0000000000000999.000000 | &0000000000000999.000000 | &0000000000000999.000000 | &0000000000000999.000000 | &0000000000000999.000000 | Se graduó el 19 de enero de 2019. Esruvo alejada del 30 de julio de 2016 al 19 de enero de 2019. Renunció extraoficialmente el 2 de marzo de 2016                                                                                            |
| Xu Zhen (en chino simplificado, 徐真; pinyin, Xú Zhēn)                                                                      | 2001 de marzo del 23 en Shanghai                           | Team NII   | &0000000000000999.000000 | &0000000000000999.000000 | &0000000000000999.000000 | &0000000000000999.000000 | &0000000000000999.000000 | &0000000000000999.000000 | &0000000000000999.000000 | Se graduó el 19 de enero de 2019. Eestuvo alejada del 19 de mayo de 2017 al 19 de enero de 2019. Renunció extraoficialmente el 18 de mayo de 2017                                                                                            |
| Jiang Han (en chino simplificado, 姜涵; pinyin, Jiāng Hán)                                                                  | 1997 de noviembre del 24 en Shanghai                       | Team HII   | &0000000000000999.000000 | &0000000000000999.000000 | &0000000000000999.000000 | &0000000000000999.000000 | &0000000000000999.000000 | &0000000000000999.000000 | &0000000000000999.000000 | Se graduó el 19 de enero de 2019. Estuvo alejada del 3 de enero de 2018 al 19 de enero de 2018. Renunció extraoficialmente el 3 de diciembre de 2017                                                                                         |
| Xu Han (en chino simplificado, 徐晗; pinyin, Xú Hán)                                                                        | 1993 de enero del 15 en Yibin, Sichuan                     | Team HII   | &0000000000000999.000000 | 31                       | N/A                      | N/A                      | N/A                      | N/A                      | &0000000000000999.000000 | Se graduó el 21 de diciembre de 2019. Renunció extraoficialmente el 2 de junio de 2019 |
| Zeng Yanfen (en chino simplificado, 曾艳芬; pinyin, Zēng Yànfēn)                                                            | 1991 de enero del 30 en Shaoguan, Guangdong                | Team NII   | N/A                      | 9                        | 4                        | 6                        | &0000000000000999.000000 | &0000000000000999.000000 | &0000000000000999.000000 | Graduada el 20 de mayo de 2020. Estuvo alejada del 24 de enero de 2018 al 20 de mayo de 2020. Renunció extraoficialmente el 14 de noviembre de 2017 cuando realizó su último evento el 18 de enero de 2018.                                  |
| Luan Jiayi (en chino simplificado, 栾嘉仪; pinyin, Luán Jiāyí)                                                              | 2003 de noviembre del 26 en Beijing                        | Team NII   | &0000000000000999.000000 | &0000000000000999.000000 | &0000000000000999.000000 | &0000000000000999.000000 | &0000000000000999.000000 | N/A                      | &0000000000000999.000000 | Graduada el 14 de octubre de 2020. Estuvo alejada del 27 de septiembre de 2019 al 14 de octubre de 2020. Renunció extraoficialmente el 27 de mayo de 2019, donde realizó su último evento el 22 de julio de 2019.                            |

#### Miembros transferidas

##### Transferidas a BEJ48
| Nombre                                                               | Fecha de nacimiento (edad)         | Transferidas desde | Rango de elección        | Rango de elección        | Rango de elección | Rango de elección        | Rango de elección        | Rango de elección        | Rango de elección        |
| Nombre                                                               | Fecha de nacimiento (edad)         | Transferidas desde | 1                        | 2                        | 3                 | 4                        | 5                        | 6                        | 7                        |
| -------------------------------------------------------------------- | ---------------------------------- | ------------------ | ------------------------ | ------------------------ | ----------------- | ------------------------ | ------------------------ | ------------------------ | ------------------------ |
| Chen Meijun (en chino simplificado, 陈美君; pinyin, Chén Měijūn)     | 15 de enero de 1994 (31 años)      | Team XII           | &0000000000000999.000000 | &0000000000000999.000000 | N/A               | N/A                      | 43                       | N/A                      | &0000000000000999.000000 |
| Feng Xueying (en chino simplificado, 冯雪莹; pinyin, Féng Xuěyíng)   | 13 de marzo de 1994 (31 años)      | Team XII           | &0000000000000999.000000 | &0000000000000999.000000 | N/A               | &0000000000000999.000000 | &0000000000000999.000000 | &0000000000000999.000000 | &0000000000000999.000000 |
| Song Sixian (en chino simplificado, 宋思娴; pinyin, Sòng Sīxián)     | 9 de octubre de 1997 (27 años)     | Team XII           | &0000000000000999.000000 | &0000000000000999.000000 | N/A               | N/A                      | &0000000000000999.000000 | &0000000000000999.000000 | &0000000000000999.000000 |
| Xiong Sujun (en chino simplificado, 熊素君; pinyin, Xióng Sùjūn)     | 9 de septiembre de 1994 (30 años)  | Team XII           | &0000000000000999.000000 | &0000000000000999.000000 | N/A               | N/A                      | N/A                      | BEJ48 11                 | &0000000000000999.000000 |
| Xu Jiali (en chino simplificado, 徐佳丽; pinyin, Xú Jiālì)           | 21 de septiembre de 1996 (28 años) | Team SII           | &0000000000000999.000000 | &0000000000000999.000000 | N/A               | &0000000000000999.000000 | &0000000000000999.000000 | &0000000000000999.000000 | &0000000000000999.000000 |
| Zhang Hanxiao (en chino simplificado, 张菡筱; pinyin, Zhāng Hànxiǎo) | 26 de junio de 1996 (28 años)      | Team XII           | &0000000000000999.000000 | &0000000000000999.000000 | N/A               | &0000000000000999.000000 | &0000000000000999.000000 | &0000000000000999.000000 | &0000000000000999.000000 |

##### Transferidas a GNZ48
| Nombre                                                               | Fecha de nacimiento (edad)                           | Transferidas desde | Rango de elección        | Rango de elección        | Rango de elección | Rango de elección | Rango de elección        | Rango de elección        | Rango de elección        |
| Nombre                                                               | Fecha de nacimiento (edad)                           | Transferidas desde | 1                        | 2                        | 3                 | 4                 | 5                        | 6                        | 7                        |
| -------------------------------------------------------------------- | ---------------------------------------------------- | ------------------ | ------------------------ | ------------------------ | ----------------- | ----------------- | ------------------------ | ------------------------ | ------------------------ |
| Chen Ke (en chino simplificado, 陈珂; pinyin, Chén Kē)               | 9 de agosto de 1995 (29 años)                        | Team XII           | &0000000000000999.000000 | &0000000000000999.000000 | N/A               | 58                | 34                       | 10                       | 17                       |
| Chen Yuqi (en chino simplificado, 陈雨琪; pinyin, Chén Yǔqí)         | 16 de diciembre de 2000 (24 años)                    | Team XII           | &0000000000000999.000000 | &0000000000000999.000000 | N/A               | GNZ48 14          | N/A                      | &0000000000000999.000000 | &0000000000000999.000000 |
| Du Yuwei† (en chino simplificado, 杜雨微; pinyin, Dù Yǔwēi)          | 17 de marzo de 1999- 16 de octubre de 2018 (19 años) | Team XII           | &0000000000000999.000000 | &0000000000000999.000000 | N/A               | N/A               | &0000000000000999.000000 | &0000000000000999.000000 | &0000000000000999.000000 |
| Gao Yuanjing (en chino simplificado, 高源婧; pinyin, Gāo Yuánjìng)   | 6 de julio de 1999 (25 años)                         | Team XII           | &0000000000000999.000000 | &0000000000000999.000000 | GNZ48 5           | N/A               | 58                       | N/A                      | &0000000000000999.000000 |
| Lin Jiapei (en chino simplificado, 林嘉佩; pinyin, Lín Jiāpèi)       | 16 de agosto de 1998 (26 años)                       | Team XII           | &0000000000000999.000000 | &0000000000000999.000000 | N/A               | N/A               | N/A                      | N/A                      | N/A                      |
| Liu Mengya (en chino simplificado, 刘梦雅; pinyin, Liú Mèngyǎ)       | 24 de marzo de 1997 (27 años)                        | Team XII           | &0000000000000999.000000 | &0000000000000999.000000 | N/A               | N/A               | &0000000000000999.000000 | &0000000000000999.000000 | &0000000000000999.000000 |
| Li Qinjie (en chino simplificado, 李沁洁; pinyin, Lǐ Qìnjié)         | 12 de febrero de 1999 (26 años)                      | Team XII           | &0000000000000999.000000 | &0000000000000999.000000 | GNZ48 6           | N/A               | N/A                      | &0000000000000999.000000 | &0000000000000999.000000 |
| Liu Xiaoxiao (en chino simplificado, 刘筱筱; pinyin, Liú Xiǎoxiǎo)   | 1 de noviembre de 2000 (24 años)                     | Team XII           | &0000000000000999.000000 | &0000000000000999.000000 | N/A               | N/A               | &0000000000000999.000000 | &0000000000000999.000000 | &0000000000000999.000000 |
| Xie Leilei (en chino simplificado, 谢蕾蕾; pinyin, Xiè Lěilěi)       | 1 de diciembre de 1998 (26 años)                     | Team XII           | &0000000000000999.000000 | &0000000000000999.000000 | 40                | 32                | 11                       | 23                       | 16                       |
| Yang Qingying (en chino simplificado, 阳青颖; pinyin, Yáng Qīngyǐng) | 27 de agosto de 2001 (23 años)                       | Team XII           | &0000000000000999.000000 | &0000000000000999.000000 | N/A               | N/A               | N/A                      | N/A                      | N/A                      |
| Zeng Aijia (en chino simplificado, 曾艾佳; pinyin, Zēng Àijiā)       | 11 de julio de 1995 (29 años)                        | Team XII           | &0000000000000999.000000 | &0000000000000999.000000 | N/A               | N/A               | N/A                      | 37                       | 27                       |
| Zhang Kaiqi (en chino simplificado, 张凯祺; pinyin, Zhāng Kǎiqí)     | 2 de noviembre de 1998 (26 años)                     | Team XII           | &0000000000000999.000000 | &0000000000000999.000000 | N/A               | N/A               | &0000000000000999.000000 | &0000000000000999.000000 | &0000000000000999.000000 |

##### Transferidas a SHY48
| Nombre                                                             | Fecha de nacimiento (edad)    | Transferidas desde | Rango de elección        | Rango de elección        | Rango de elección | Rango de elección | Rango de elección        | Rango de elección        | Rango de elección        |
| Nombre                                                             | Fecha de nacimiento (edad)    | Transferidas desde | 1                        | 2                        | 3                 | 4                 | 5                        | 6                        | 7                        |
| ------------------------------------------------------------------ | ----------------------------- | ------------------ | ------------------------ | ------------------------ | ----------------- | ----------------- | ------------------------ | ------------------------ | ------------------------ |
| Wang Jinming (en chino simplificado, 王金铭; pinyin, Wáng Jīnmíng) | 18 de julio de 1996 (28 años) | Team HII           | &0000000000000999.000000 | &0000000000000999.000000 | N/A               | N/A               | &0000000000000999.000000 | &0000000000000999.000000 | &0000000000000999.000000 |

##### Transferidas a CKG48
| Nombre                                                             | Fecha de nacimiento (edad)        | Transferidas desde | Rango de elección        | Rango de elección        | Rango de elección | Rango de elección | Rango de elección | Rango de elección        | Rango de elección        |
| Nombre                                                             | Fecha de nacimiento (edad)        | Transferidas desde | 1                        | 2                        | 3                 | 4                 | 5                 | 6                        | 7                        |
| ------------------------------------------------------------------ | --------------------------------- | ------------------ | ------------------------ | ------------------------ | ----------------- | ----------------- | ----------------- | ------------------------ | ------------------------ |
| Wang Lujiao (en chino simplificado, 王露皎; pinyin, Wáng Lùjiǎo)   | 17 de febrero de 1995 (30 años)   | Team HII           | &0000000000000999.000000 | &0000000000000999.000000 | N/A               | N/A               | N/A               | &0000000000000999.000000 | &0000000000000999.000000 |
| Liu Jiongran (en chino simplificado, 刘炅然; pinyin, Liú Jiǒngrán) | 2 de septiembre de 1994 (30 años) | Team HII           | &0000000000000999.000000 | 25                       | 15                | 24                | N/A               | &0000000000000999.000000 | &0000000000000999.000000 |

##### Transferidas a IDOLS Ft
| Nombre                                                               | Fecha de nacimiento (edad)        | Transferidas desde | Rango de elección        | Rango de elección        | Rango de elección        | Rango de elección        | Rango de elección        | Rango de elección        | Rango de elección        |
| Nombre                                                               | Fecha de nacimiento (edad)        | Transferidas desde | 1                        | 2                        | 3                        | 4                        | 5                        | 6                        | 7                        |
| -------------------------------------------------------------------- | --------------------------------- | ------------------ | ------------------------ | ------------------------ | ------------------------ | ------------------------ | ------------------------ | ------------------------ | ------------------------ |
| Chen Yunling (en chino simplificado, 陈韫凌; pinyin, Chén Yùnlíng)   | 13 de diciembre de 1997 (27 años) | Team X             | &0000000000000999.000000 | &0000000000000999.000000 | N/A                      | N/A                      | N/A                      | &0000000000000999.000000 | &0000000000000999.000000 |
| Xiong Qinxian (en chino simplificado, 熊沁娴; pinyin, Xióng Qìnxián) | 7 de agosto de 1999 (25 años)     | Team HII / Team Ft | &0000000000000999.000000 | &0000000000000999.000000 | &0000000000000999.000000 | &0000000000000999.000000 | N/A                      | &0000000000000999.000000 | &0000000000000999.000000 |
| Xu Yi (en chino simplificado, 许逸; pinyin, Xǔ Yì)                   | 7 de octubre de 1995 (29 años)    | Team NII           | &0000000000000999.000000 | &0000000000000999.000000 | &0000000000000999.000000 | N/A                      | &0000000000000999.000000 | &0000000000000999.000000 | &0000000000000999.000000 |
| Xu Yiren (en chino simplificado, 徐伊人; pinyin, Xú Yīrén)           | 20 de febrero de 1996 (29 años)   | Team SII           | &0000000000000999.000000 | N/A                      | N/A                      | N/A                      | N/A                      | &0000000000000999.000000 | &0000000000000999.000000 |
| Yang Huiting (en chino simplificado, 杨惠婷; pinyin, Yáng Huìtíng)   | 8 de abril de 1998 (26 años)      | Team HII           | &0000000000000999.000000 | N/A                      | 34                       | 48                       | N/A                      | &0000000000000999.000000 | &0000000000000999.000000 |
| Yu Jiayi (en chino simplificado, 於佳怡; pinyin, Yū Jiāyí)           | 29 de octubre de 1998 (26 años)   | Team HII           | &0000000000000999.000000 | &0000000000000999.000000 | 46                       | 28                       | N/A                      | &0000000000000999.000000 | &0000000000000999.000000 |
| Yang Meiqi (en chino simplificado, 杨美琪; pinyin, Yáng Měiqí)       | 12 de agosto de 1999 (25 años)    | Team Ft            | &0000000000000999.000000 | &0000000000000999.000000 | &0000000000000999.000000 | &0000000000000999.000000 | N/A                      | &0000000000000999.000000 | &0000000000000999.000000 |
| Zhang Minqi (en chino simplificado, 张敏淇; pinyin, Zhāng Mǐnqí)     | 17 de diciembre de 2000 (24 años) | Team Ft            | &0000000000000999.000000 | &0000000000000999.000000 | &0000000000000999.000000 | &0000000000000999.000000 | &0000000000000999.000000 | &0000000000000999.000000 | &0000000000000999.000000 |
| Jiang Xin (en chino simplificado, 江鑫; pinyin, Jiāng Xīn)           | 18 de enero de 2003 (22 años)     | Team HII           | &0000000000000999.000000 | &0000000000000999.000000 | &0000000000000999.000000 | &0000000000000999.000000 | &0000000000000999.000000 | &0000000000000999.000000 | N/A                      |

#### Antiguas miembros suplentes
| Simplificado (Jiǎntǐzì) | Tradicional (Fántǐzì) | Pinyin     | Birthday              | Generación |
| ----------------------- | --------------------- | ---------- | --------------------- | ---------- |
| 胡美婷                  | 胡美婷                | Hu Meiting | 1993 de mayo del 15   | 1          |
| 雨婷儿                  | 雨婷兒                | Yu Ting'er | 2000 de enero del 28  | 1          |
| 何轶琛                  | 何軼琛                | He Yichen  | 1990 de enero del 7   | 1          |
| 王费澌                  | 王費澌                | Wang Feisi | 1994 de agosto del 13 | 1          |

## Discografía

### Extended plays
- 1st EP: "Heavy Rotation" (Chinese: 无尽旋转, Pinyin: Wújìn Xuánzhuǎn) - Released on June 13, 2013[9]
- 2nd EP: "Flying Get" (Chinese: 飞翔入手, Pinyin: Fēixiáng rùshǒu) - Released on August 2, 2013
- 3rd EP: "Fortune Cookie of Love" (Chinese: 爱的幸运曲奇 , Pinyin: Ài de xìngyùn qū qí) - released on November 25, 2013 (Beijing) and November 29, 2013 (Shanghái)
- 4th EP: "Heart Electric" (Chinese: 心电感应 , Pinyin: Xīndiàn gǎnyìng) - Released on 12 March 2014
- 5th EP: "UZA" (Chinese: 呜吒) - Released on October 12, 2014
- 6th EP: "Give Me Five!" (Chinese: 青春的约定) - Released on January 15, 2015
- 7th EP: "After Rain" (Chinese: 雨季之后) - Released on March 28, 2015
- 8th EP: "Manatsu no Sounds Good!" (Chinese: 盛夏好声音) - Released on May 15, 2015
- 9th EP: "Halloween Night" (Chinese: 万圣节之夜) - Released on October 12, 2015
- 10th EP: "New Year's Bell" (Chinese: 新年的钟声) - Released on December 28, 2015
- 11th EP: "Engine of Youth" (Chinese: 源动力) - Released on March 25, 2016
- 12th EP: "Dream Land" (Chinese: 梦想岛) - Released on May 20, 2016
- 13th EP: "Princess's Cloak / Romantic Melody" (Chinese: 公主披风/浪漫关系) - Released on October 12, 2016
- 14th EP: "Happy Wonder World" (Chinese: 新年这一刻) - Released on December 20, 2016
- 15th EP: "Each Other's Future" (Chinese: 彼此的未来) - Released on March 17, 2017
- 16th EP: "Summer Pirates" (Chinese: 夏日柠檬船) - Released on May 19, 2017
- 17th EP: "Dawn in Naples / Glorious Times / Memories of You & I" (Chinese: 那不勒斯的黎明/绚丽时代/记忆中的你我) - Released on October 18, 2017
- 18th EP: "Sweet Festival" (Chinese: 甜蜜盛典) - Released on December 20, 2017
- 19th EP: "The Future Movement" (Chinese: 未来的乐章) - Released on March 26, 2018

### Álbum
- 1st Album: "Mae Shika Mukanee" (Chinese: 一心向前) - Released on May 10, 2014

### Canciones de AKB48 traducidas al chino mandarín
- "16 sister" (16人姐妹歌 Shíliù Rén Jiěmèi Gē)
- "Ponytail and Scrunchie" (马尾与发圈 Mǎwěi yú fà juàn, translated from Ponytail to Shushu)

## Etapas
Kenkyusei
1. 1st generation 1st stage : AKB48 Team K's 4th stage Give me power! (Saishuu bell ga naru + 3 songs)

## Premios y nominaciones
| Año  | Ceremonia                                                                            | Categoría                         | Resultado |
| ---- | ------------------------------------------------------------------------------------ | --------------------------------- | --------- |
| 2013 | 6th Music Billboard New Artists' Awards Ceremony (第6届玉兰油北京音乐风云榜新人盛典) | Most Potential Group Award        | Ganó      |
| 2014 | 21st Oriental Billboard (第21届东方风云榜)                                           | Best New Artist                   | Ganó      |
| 2014 | 2nd Yinyuetai Awards (第二届音悦V榜年度盛典)                                         | Best New Group (Chinese Mainland) | Ganó      |
| 2015 | 22nd Oriental Billboard (第22届东方风云榜)                                           | Best Group                        | Nominado  |
| 2015 | 22nd Oriental Billboard (第22届东方风云榜)                                           | Best Track of the Year            | Nominado  |
| 2015 | 22nd Oriental Billboard (第22届东方风云榜)                                           | Best Local Artist                 | Ganó      |
| 2015 | WebTVAsia Awards 2015                                                                | Breakout Artist                   | Ganó      |
| 2016 | 23rd Oriental Billboard (第23届东方风云榜)                                           | People's Choice Award             | Ganó      |
| 2016 | 2016 Fresh Asia Music (2016亚洲新歌榜)                                               | Best Group                        | Ganó      |
| 2016 | 2016 Fresh Asia Music (2016亚洲新歌榜)                                               | Best Music Video                  | Ganó      |
| 2016 | 2016 Music Pioneer Awards (音乐先锋榜2016年度颁奖典礼)                               | Pioneer Most Popular Group        | Ganó      |
| 2016 | 2016 Music Pioneer Awards (音乐先锋榜2016年度颁奖典礼)                               | Top 10 Tracks of the Year         | Ganó      |
| 2017 | 2016 Shanghai Influence Award (2016上海影响力颁奖盛典)                               | Shanghai Influence Award          | Ganó      |
| 2017 | 2017 Weibo Night Awards (2017微博之夜)                                               | Most Popular Group                | Ganó      |
| 2017 | Chinese Music Network (中国音乐联播榜年度盛典)                                       | Best Group of the Year            | Ganó      |
| 2017 | Chinese Music Network (中国音乐联播榜年度盛典)                                       | Top 10 Songs                      | Ganó      |
| 2017 | 24th Oriental Billboard (第24届东方风云榜)                                           | Breakout Group                    | Ganó      |
| 2017 | 24th Oriental Billboard (第24届东方风云榜)                                           | Best Pop Collaboration            | Ganó      |
| 2017 | 17th Top Chinese Music Awards (第17届音乐风云榜)                                     | Group Receiving Most Attention    | Ganó      |
| 2017 | 2017 China Youth Day Gala (激扬青春梦-2017年「5月的鲜花」五四青年节晚会)             | Outstanding Youth                 | Ganó      |
| 2017 | CNR MusicRadio Awards (中国TOP排行榜颁奖盛典)                                        | All Media Choice Award – Group    | Ganó      |